# James Carville
Chester James Carville Jr. (Fort Benning, Georgia, 25 de octubre de 1944) es un consultor político estadounidense que ha elaborado estrategias para candidatos a cargos públicos en los Estados Unidos y en 23 países en el extranjero. También es una personalidad en medios con experiencia en las elecciones estadounidenses que sigue apareciendo con frecuencia en programas de noticias por cable, en podcasts y en sus discursos públicos.
Apodado el "Cajún rabioso", Carville adquirió atención nacional por su trabajo como el principal estratega de la exitosa campaña presidencial del entonces gobernador de Arkansas, Bill Clinton.

## Primeros años y educación
James Carville, el mayor de ocho hermanos, nació el 25 de octubre de 1944 en un hospital del ejército estadounidense en Fort Benning, Georgia, donde su padre estuvo destinado durante la Segunda Guerra Mundial. Su madre, Lucille ( de soltera Normand), se quedó en Carville, Louisiana, donde se crio James, pero fue a Ft. Benning el tiempo suficiente para tener a su hijo primogénito. Carville señalaría más tarde: "Nos estábamos aprovechando de los servicios de salud gratuitos del gobierno".

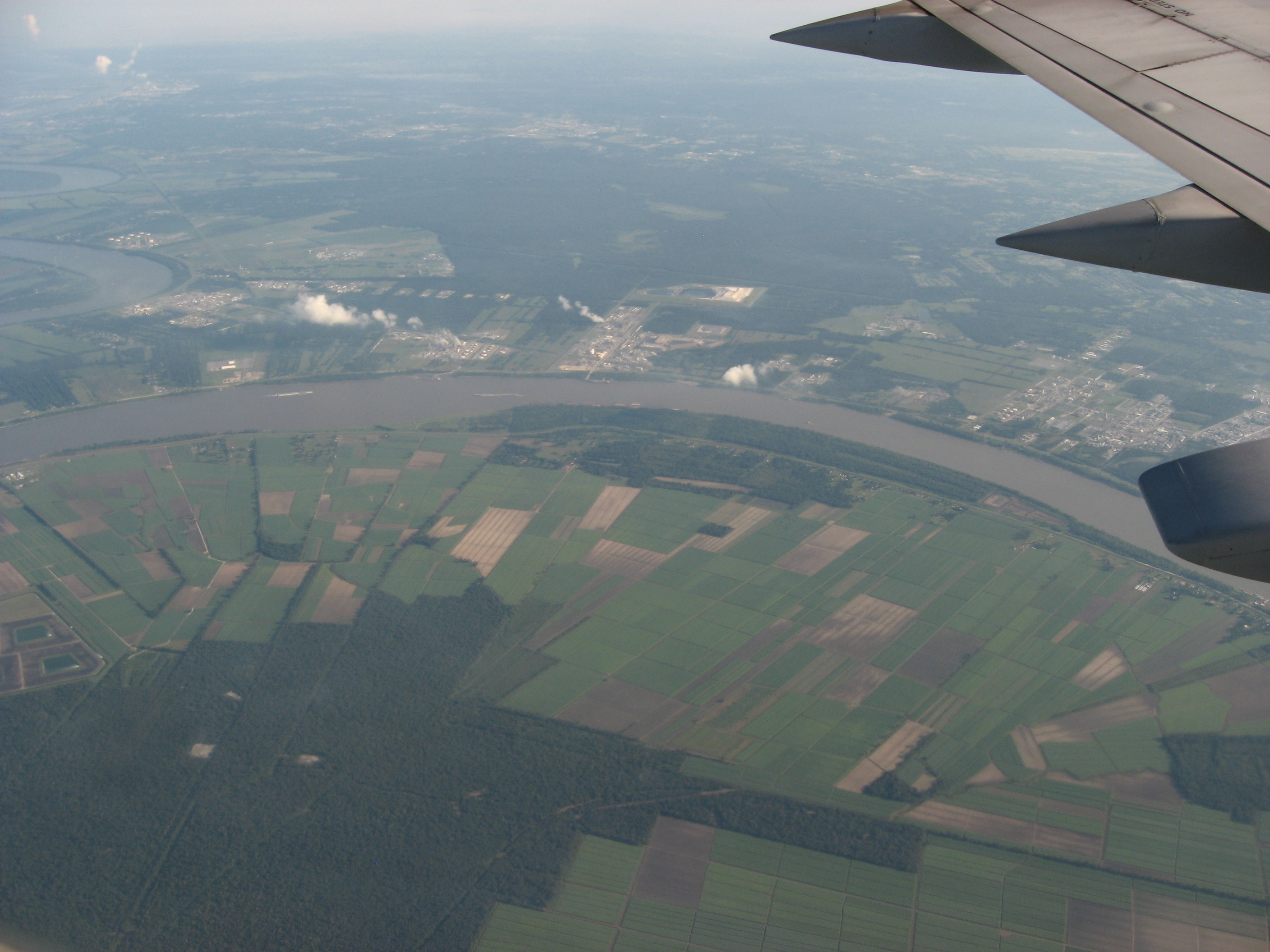
Carville, Luisiana, en el río Misisipi

Lucille Carville, una ex maestra de escuela, hablaba francés en casa y vendía la World Book Encyclopedia de puerta en puerta, y su padre, Chester James Carville, era director de correos y propietario de una tienda general Carville, Luisiana, un vecindario en la ciudad de St. Gabriel, en Iberville Parish, ubicado a dieciséis millas al sur de la ciudad capital de Baton Rouge en el río Misisipi, recibió su nombre de su abuelo paterno, Louis Arthur Carville, quien una vez fue el director de correos. La madre de Louis Arthur, Octavia Dehon, era de parentesco belga y se había casado con John Madison Carville, descrito en una biografía como "nacido irlandés" y un "paracaidista", ambos de los cuales establecieron el almacén general operado por la familia en Carville, en 1882.
Uno de los primeros trabajos de campaña política de Carville fue derribar los carteles de campaña de un candidato a un cargo público durante sus años de escuela secundaria. Carville se graduó de Ascension Catholic High School en Donaldsonville, Luisiana, en 1962.
Asistió a la Universidad Estatal de Luisiana (LSU) de 1962 a 1966, pero no se graduó en ese momento. En un artículo de 1994 en Newsweek, Carville se caracterizó a sí mismo como "algo menos que un erudito atento". Tenía cincuenta y seis horas de notas F antes de que LSU finalmente me echara".
Carville sirvió un alistamiento de dos años en el Cuerpo de Marines de los Estados Unidos, de 1966 a 1968, donde estuvo destinado en los Estados Unidos, en Camp Pendleton en San Diego. Alcanzó el rango de cabo.
Tras la conclusión de su alistamiento militar, Carville terminó sus estudios en LSU por la noche, donde obtuvo su licenciatura en Ciencias en Estudios Generales en 1970 y su título de Juris Doctor en 1973. Carville es miembro de la fraternidad Sigma Nu. Más tarde trabajó como profesor de ciencias en la escuela secundaria. Antes de ingresar a la política, Carville trabajó como abogado en McKernnan, Beychok, Screen and Pierson, un bufete de abogados de Baton Rouge, de 1973 a 1979.

## Consultoría política en los Estados Unidos de 1970 a 1990
Carville se formó en consultoría por Gus Weill, quien en 1958 había abierto la primera firma de publicidad especializada en campañas políticas en la capital del estado en Baton Rouge.

### Parroquia de East Baton Rouge, 1970 y 1980
En un artículo de 2012 que escribió para Foreign Affairs, Carville describió uno de sus primeros trabajos políticos distribuyendo 'hojas de odio' con literatura negativa sobre un oponente político en las tiendas de comestibles en nombre de Ossie Bluege Brown, durante la campaña de 1972 de Brown para el fiscal de distrito de la Parroquia de East Baton Rouge. Dos años antes, Brown había defendido al sargento David Mitchell, el primero de los 17 soldados acusados en relación con la muerte de los aldeanos durante la masacre de Mỹ Lai. El mandato de Brown como fiscal del distrito estuvo marcado por sus cruzadas contra los narcóticos y la pornografía. En 1973, Brown impidió que los cines de Baton Rouge mostraran la película con clasificación X de Bernardo Bertolucci, El último tango en París . En 1979, Brown bloqueó la proyección de la comedia, La vida de Brian de Monty Python. Brown pidió a los distribuidores de la revista Baton Rouge que no ofrecieran el número de marzo de 1977 de Hustler, que un juez de un tribunal estatal de Ohio consideró obsceno.
Además de su trabajo como abogado, a fines de la década de 1970, Carville también trabajó para Weill-Strother de Gus Weill & Ray Strother una firma de consultoría política con sede en Baton-Rouge que, a lo largo de los años, había ayudado con campañas electorales y mensajes políticos para los gobernadores de Luisiana Jimmie Davis, John McKeithen, Edwin Edwards y el representante de Estados Unidos Otto Passman.
A principios de la década de 1980, Carville se desempeñó como asistente ejecutivo del alcalde-presidente de la parroquia de East Baton Rouge, Pat Screen.
A principios de 1985, Carville consultó para ayudar a Cathy Long a ganar una elección especial para el ahora desaparecido octavo distrito congresional de Luisiana central, luego de la muerte de su esposo, Gillis William Long, de la dinastía política de la familia Long de Luisiana.

### Carrera por el Senado de Texas, 1984

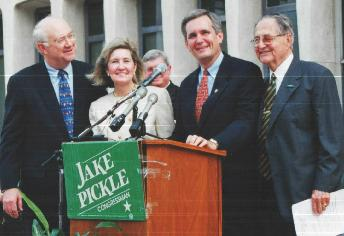
Lloyd Doggett (en el podio, corbata roja) con Phil Gramm (extremo izquierdo, corbata azul).

En 1984, Carville conoció a su socio consultor Paul Begala cuando Carville dirigió la campaña fallida del entonces legislador estatal de Texas Lloyd Doggett por el escaño abierto en el Senado de Texas. Carville ayudó a Doggett, un abierto liberal y comprometido de intereses especiales, a asegurarse la nominación demócrata en una primaria que incluyó al representante conservador de Estados Unidos Kent Hance y al ex congresista centrista Bob Krueger . Durante las primarias, Carville tomó prestada una exhibición de vértebras de goma de un amigo que era un abogado de lesiones personales, y le enseñó a Doggett a usarla como recurso en sus apariciones de campaña para atacar a Krueger como un veleta político que carecía de determinación y "columna vertebral".
Durante las elecciones generales, el oponente de Doggett, Phil Gramm, levantó viciosos ataques identitarios contra Doggett. En una ocasión, Doggett terminó devolviendo una pequeña recaudación de fondos en dólares que recibió de un grupo de derechos de los homosexuales. Gramm enfatizó temas de "valores familiares", incluida su insistencia en un desayuno de oración en junio de 1984 en "tener personas que creen en el cristianismo a cargo del gobierno", y Carville contragolpeó ese tema como antisemita. Doggett fue derrotado en las elecciones generales, obteniendo 2.207.557 votos (41,5 por ciento), frente a los 3.116.348 votos de Gramm (58,5 por ciento).
Al encontrarse sin trabajo después de la derrota de noviembre de 1984, Carville recordó: "Estaba muerto de miedo, tenía 40 años y no tenía seguro médico, no tenía dinero, estaba mortificado".

### Elecciones para gobernador de Pensilvania, 1986

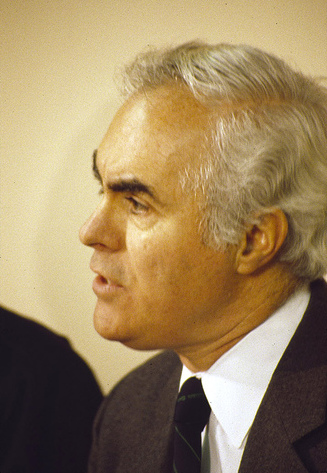
El gobernador de Pensilvania, Bob Casey Sr., en 1986.

Durante las elecciones generales de 1986, Carville ayudó a Bob Casey Sr. a ganar la elección como 42.º gobernador de Pensilvania al derrotar a su oponente en las primarias democráticas, Ed Rendell, a principios de 1986, y al vicegobernador del oponente de las elecciones generales, Dick Thornburgh, Bill Scranton, quien había tomado la delantera en las encuestas después de anunciar que su campaña eliminaría todos los anuncios negativos, y desafió al Sr. Casey a hacer lo mismo. Sin embargo, la campaña de Scranton se equivocó al enviar un correo a 600.000 votantes republicanos que incluía una carta del padre de Scranton. También se incluyó un folleto adicional que atacaba duramente la ética de Casey. Carville comenzó a contraatacar. Se puso en contacto con periodistas y calificó el correo de indignante. Scranton afirmó que no sabía nada del envío. Así que Carville ordenó 600.000 sobres en blanco, los cargó en un camión (montañas de sobres) y los tiró en la esquina de una calle cerca de la sede de la campaña de Scranton. Las cámaras de televisión capturaron la campaña preguntando: "¿Cómo pudo enviar todos estos sobres sin saberlo?" Tres semanas antes de las elecciones, apareció un cartel en todo el estado, que mostraba a Scranton como un "hippie fumador de drogas de pelo largo". La carrera estuvo prácticamente empatada hasta cinco días antes de las elecciones cuando Carville lanzó el comercial de televisión "gurú" que mostraba a Scranton como un consumidor habitual de drogas durante la década de 1960 y se burlaba del interés de Scranton en la meditación trascendental y sus vínculos con Maharishi Mahesh Yogi. A la imagen de Scranton como un hippie meditando, de pelo largo, fumador de drogas, con un fondo de música de sitar, se le atribuyó el mérito de inclinar la balanza contra Scranton en las zonas rurales socialmente conservadoras de Pensilvania, donde Carville decidió de forma selectiva dirigir el spot del "gurú". Casey ganó las elecciones por un estrecho margen de 79,216 de un total de 3,3 millones de votos emitidos.

### Comicios para gobernador de Kentucky, 1987
En 1987, Carville trabajó como director de campaña para presentar al empresario de Kentucky, Wallace Wilkinson, como un candidato a gobernador millonario y antisistema que se hizo a sí mismo. Wilkinson, que había hecho su fortuna en el comercio minorista y el desarrollo inmobiliario, y que fue demandado por no pagar horas extra a sus empleados y se negó a divulgar sus declaraciones de impuestos al público, acusó a sus oponentes primarios demócratas de querer aumentar impuestos, y continuamente hizo campaña para crear una lotería estatal para aumentar los ingresos públicos. Durante la parte de la campaña de las elecciones generales, el 25 de septiembre de 1987, Carville apareció en el programa de asuntos públicos 'Your Government' de WLEX-TV e imploró a los periodistas que investigaran los antecedentes de la familia del oponente de Wilkinson, John Harper, señalando: "podría haber problemas con algunos de los hijos de Harper". Después del incidente, Harper confirmó que su hijo había sido asesinado a tiros por la policía del condado de Franklin, Ohio, durante un robo a una farmacia en 1978. Wilkinson ganó las elecciones generales con 504.674 votos (64,5%) frente a los 273.141 (34,91%) de Harper, y, como gobernador número 57 de Kentucky, obtuvo la aprobación de una enmienda constitucional estatal que permitía la instalación de una lotería.

### Comicios para gobernador de Georgia, 1990

El gobernador de Georgia, Zell Miller, con el presidente Bill Clinton.

En 1989 y 1990, Carville ayudó al conservador demócrata y vicegobernador de cuatro mandatos Zell Miller a ganar la nominación del partido estatal a gobernador en una contienda de cinco candidatos que incluía al alcalde de Atlanta, Andrew Young, al entonces senador estatal Roy Barnes y al exgobernador Lester Maddox .
Miller hizo campaña en una plataforma de campamentos de encarcelamiento para delincuentes primerizos de drogas, criticó a Young por "una explosión de crimen" en Atlanta y pintó a Young con el deseo de "huir" del tema de las drogas. Aconsejado por Carville, Miller hizo de una lotería estatal en lugar de los aumentos de impuestos estatales un tema central de su campaña. Carville atribuyó la victoria de once puntos de Miller en las primarias sobre Young al atractivo del tema de la lotería y su capacidad para atraer votantes suburbanos blancos. "Zell Miller pudo establecer la agenda, y la agenda fue la lotería", señaló Carville en ese momento.
Miller ganó la contienda de nominaciones en la segunda vuelta de agosto de 1990 contra Young, y luego derrotó a Johnny Isakson en las elecciones generales de noviembre de 1990. Miller fue más tarde un orador principal en la Convención Nacional Demócrata de 1992 y las Convenciones Nacionales Republicanas de 2004.

### Elecciones para gobernador de Texas, 1990

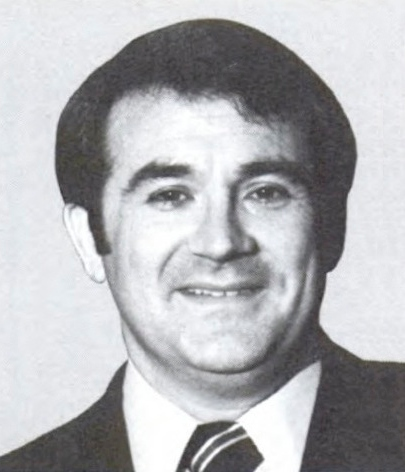
El fiscal general de Texas, Jim Mattox.

Carville fue consultor en 1990 para el excongresista de Texas y fiscal general estatal en funciones, Jim Mattox, un luchador político que viajaba de forma rutinaria a Huntsville para asistir a ejecuciones estatales en Texas, el estado más activo en la ejecución de la pena de muerte. Siguiendo el consejo de Carville, Mattox, quien buscaba la nominación demócrata a gobernador ese año, basó su campaña en la afirmación de que una lotería estatal resolvería las necesidades de ingresos de Texas sin impuestos estatales adicionales.
Sin datos que lo respaldaran, Mattox también publicó un anuncio de televisión acusando a su principal oponente, la Tesorera del Estado Ann Richards, alcohólica en recuperación, como consumidora de cannabis y cocaína que podría fracasar en el cumplimiento de las responsabilidades del cargo de gobernador. Al perder la nominación ante Richards, Mattox se ganó la reputación de activista combativo.

### Elecciones senatoriales especiales de Pensilvania, 1991

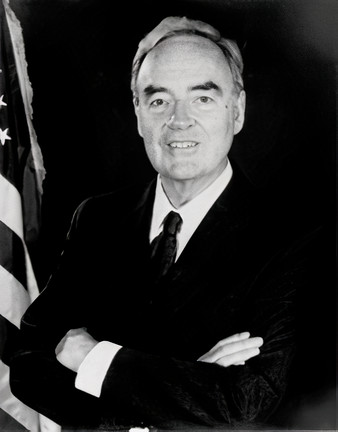
El senador estadounidense de Pensilvania Harris Wofford

En 1991, Carville fue consultor de Harris Wofford en su carrera por el escaño abierto en el Senado de los Estados Unidos que quedó vacante cuando el senador John Heinz murió en un accidente aéreo en abril de 1991. Después del accidente, Carville, que en ese momento era un íntimo confidente político del gobernador Casey, tramó un plan para ofrecer la designación del escaño en el Senado al presidente de Chrysler, Lee Iacocca, un nativo de Allentown que rechazó la oferta en 24 horas. También se consideró al abogado y más tarde al propietario de los Pittsburgh Steelers, Art Rooney II, pero Casey finalmente decidió nombrar a Wofford, entonces su secretario de Trabajo estatal, para el puesto, y Wofford se enfrentó a una elección especial en noviembre de ese año.
En el contexto nacional de la primera Guerra del Golfo y una economía en crisis, el oponente de las elecciones generales de Wofford, el fiscal general de los Estados Unidos en ejercicio de George H. W. Bush, Dick Thornburgh, fue visto como un enviado de la maquinaria política de Bush, y la contienda fue considerada un referéndum anticipado sobre las perspectivas de reelección de Bush el año siguiente.
Wofford fue uno de los primeros blancos en graduarse de la facultad de derecho de la Universidad de Howard, viajó a la India y escribió un libro sobre Gandhi, cofundó el Cuerpo de Paz y fue arrestado en la Convención Nacional Demócrata de 1968 por conducta desordenada y fue un opositor del apartheid. Progresista filosófico y presidente en su universidad, se había desempeñado como ayudante de John F. Kennedy, y amigo y asesor de Martin Luther King, Jr. Wofford tenía el aire de un "anti-político", desaliñado en apariencia e incómodo con pequeñas charlas que llevaba una campaña con temas de populismo económico.
Aunque obtuvo un distante quinto lugar en las preocupaciones de los votantes, el propio Wofford evitó el consejo de sus consultores al exigir que el seguro nacional de salud sea la pieza central de su campaña. Con la ayuda de un gremio de oftalmólogos de Filadelfia, Wofford elaboró un eslogan impactante: "Si los delincuentes tienen acceso a un abogado, los estadounidenses que trabajan deberían tener derecho a un médico".
Durante la carrera, Carville ayudó a Wofford a diseñar una campaña agresiva, con anuncios de televisión que atacaban a Thornburgh por tomar costosos vuelos con gastos públicos en aviones del gobierno a viajes en lugares como Hawái. Otro comercial de la campaña de Wofford evocaba un aire anti-establishment, vinculando a Thornburgh con "el lío en Washington".
En los meses previos a las elecciones, Wofford superó la ventaja de 44 puntos de Thornburgh en las encuestas y lo derrotó en noviembre, obteniendo 1.860.760 votos (55%), frente a los 1.521.986 de Thornburgh (45%).
Carville volvió a ser consultado para la campaña de reelección de Wofford en 1994 cuando fue derrotado por el republicano Rick Santorum.

### Elecciones a la alcaldía de Los Ángeles, 1992-1993
A fines de 1992 y principios de 1993, Carville fue consultor del asambleísta estatal del Valle de San Fernando, Richard Katz, en su carrera por las elecciones abiertas a la alcaldía de Los Ángeles de 1993, que fue la primera vez en 63 años que un alcalde en funciones no apareció en la boleta. Katz postuló bajo una plataforma de lucha contra el crimen que incluía el control de armas, incluidos nuevos impuestos a las ventas de armas de fuego y municiones, y la venta de infraestructura de propiedad de la ciudad, como el Aeropuerto Internacional de Ontario, para pagar horas extras a la policía, mientras prometía no aumentar impuestos de propiedad. A pesar de retener a Carville y gastar un millón de dólares en comerciales de televisión de campaña, Katz terminó detrás de otros tres candidatos, obteniendo 46.173 votos, o el 9.73% de los 474.366 votos totales emitidos en las primarias generales no partidistas de la alcaldía, y no avanzó a las elecciones generales.

## Campaña presidencial de Bill Clinton de 1992

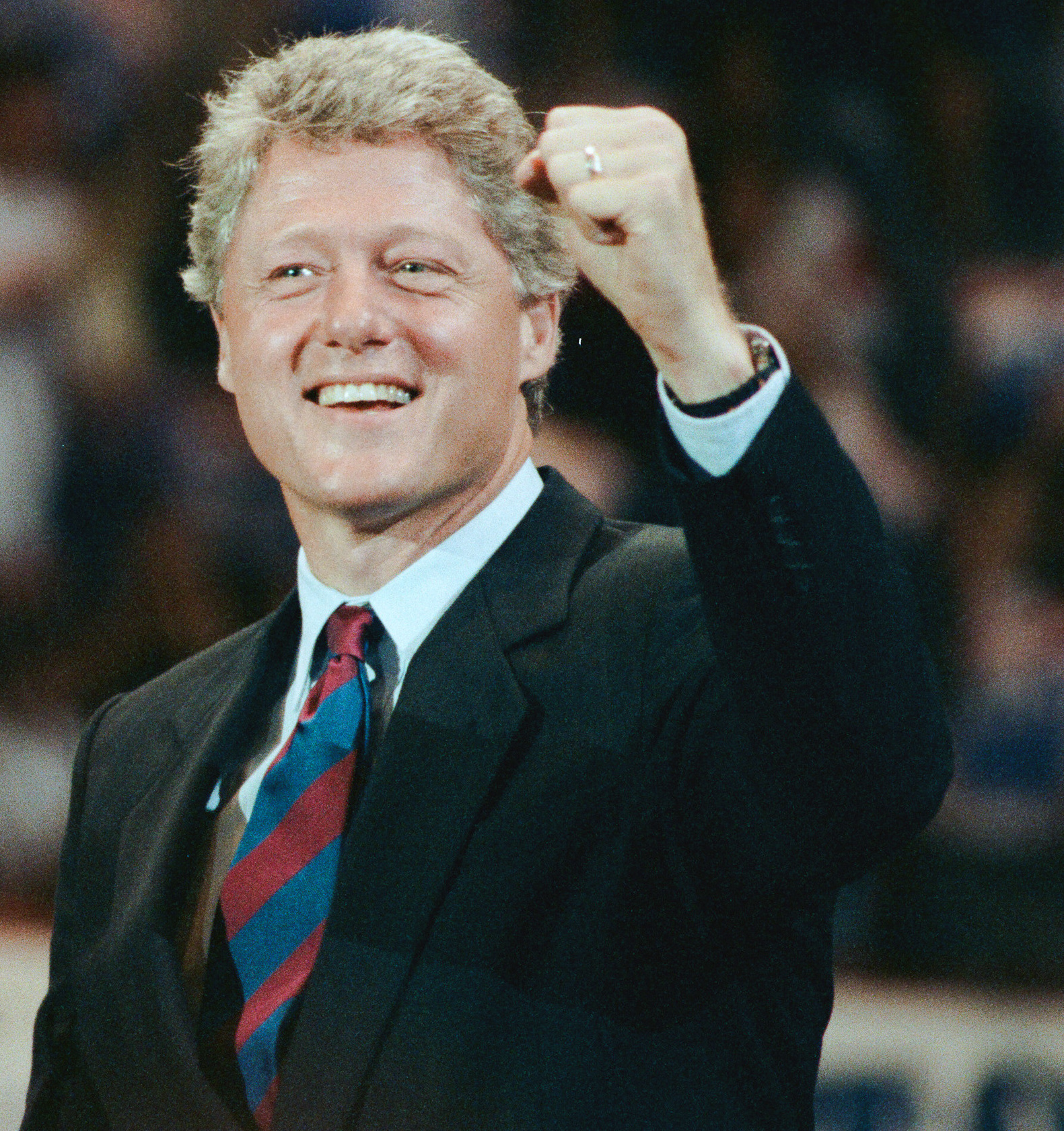
Bill Clinton en octubre de 1992

En 1992, Carville ayudó a que Bill Clinton ganara contra George H. W. Bush en las elecciones presidenciales. Al diseñar una estrategia económica para Clinton, Carville repitió la retórica populista que su cliente, el senador de Pensilvania Harris Wofford, usó con éxito el año anterior, destilada en una serie de artículos que Donald L.Barlett y James B. Steele escribieron para el Philadelphia Inquirer. Los artículos fueron reimpresos en forma de libro: America: What Went Wrong? que se convirtió en un recurso que Clinton blandió con eficacia en sus presentaciones de campaña durante una época de recesión económica. Al traer la serie de artículos de la campaña de Wofford, Carville importó un airado populismo de izquierda como tema de campaña.
Una de las formulaciones que usó en esa campaña se ha vuelto de uso común, derivada de una lista que publicó en la sala de guerra de la campaña para ayudar a concentrarse a sí mismo y a su personal, con estos tres puntos:
1. Cambio vs. más de lo mismo.
2. Es la economía, estúpido.
3. No olvide la salud.[58]

Carville trató de proteger a Clinton de las acusaciones de Gennifer Flowers sobre su relación sexual extramarital que surgió poco antes de las primarias demócratas de New Hampshire de 1992. Carville alegó que un tabloide de un supermercado le pagó a Flowers 175.000 dólares por compartir su historia, y que "los principales medios de comunicación quedaron boquiabiertos" por sus acusaciones. Carville se propuso avergonzar a la prensa, reprendiendo a los reporteros con cargos de periodismo de "dinero por basura", y señaló: "Soy mucho más caro que Gennifer Flowers". Flowers luego entabló una demanda civil contra Carville en 1999 (ver más abajo).
En junio de 1992, detrás de George H. W. Bush y Ross Perot en las encuestas, Clinton avanzó cojeando hacia la convención nacional, mientras que los disturbios de Los Ángeles lo excluyeron de la cobertura de noticias. Carville sabía que necesitaba devolver a Clinton al centro de atención de las noticias. Lo hizo orquestando la crítica llamativa de Clinton a la artista de hip hop Sister Souljah en un discurso preparado que Clinton pronunció en la conferencia "Rebuild America" de la Rainbow Coalition en junio de 1992 en Washington D. C. Clinton reprendió los comentarios de Sister Souljah: "Si los negros matan a los negros todos los días, ¿por qué no tener una semana y matar a los blancos?". Clinton respondió en su discurso: "Si tomas las palabras 'blanco' y 'negro' y las inviertes, podrías pensar que David Duke estaba dando ese discurso". Clinton refutó la sugerencia de que su discurso fue un intento calculado de atraer a los votantes indecisos moderados y conservadores enfrentándose a un electorado demócrata central. El discurso tuvo el efecto de abrir una guerra pública entre Clinton y Jesse Jackson.
En 1993, Carville fue honrado como Jefe de Campaña Distrital del Año por la Asociación Estadounidense de Consultores Políticos. Su papel en la campaña de Clinton quedó documentado en el largometraje The War Room, nominado al Oscar.

## Política estadounidense durante la década de 1990

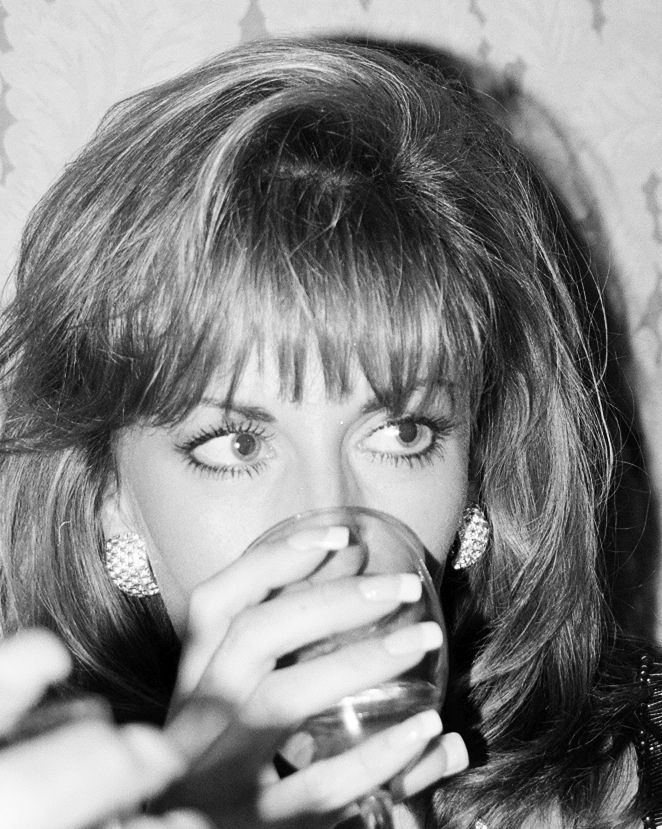
Paula Jones, de 32 años, en la cena de corresponsales de la Casa Blanca en abril de 1998

Carville continuó sirviendo al Comité Nacional Demócrata en capacidad política durante la década de 1990, y tenía la necesidad constante de visitar regularmente la Casa Blanca para hablar con el entonces presidente Bill Clinton sobre asuntos políticos. En consecuencia, Carville fue una de las veinte personas en ese momento a las que se les otorgó una insignia de seguridad permanente de "Servicio no gubernamental", que se usaba para empleados no gubernamentales, como contratistas, que necesitaban acceso regular a los ambientes de la Casa Blanca. En consideración por el privilegio del pase permanente, la Administración Clinton le pidió a Carville que se sometiera a una verificación de antecedentes al estilo de una autorización de seguridad completa del FBI.
En respuesta a la demanda civil de 1997 que la empleada del estado de Arkansas, Paula Jones, presentó contra Bill Clinton por sus denuncias de acoso sexual mientras asistía a una conferencia sobre asuntos oficiales, Carville comentó infamemente: "Arrastra cien dólares por un vecindario de casas rodantes y no hay forma de saber lo que encontrarás". El senador estadounidense de Carolina del Sur, Lindsey Graham, luego hizo referencia a la frase del "vecindario de casas rodantes de Carville" durante las audiencias de confirmación de Brett Kavanaugh a la Corte Suprema de los Estados Unidos de 2018 en referencia a la Dra. Christine Blasey Ford. Durante una entrevista de octubre de 2018 con Michael Smerconish en CNN, sobre el tema de Graham aludiendo al "arrastrar $100" de Carville, Carville comentó que, en ese momento, "estaba haciendo una broma", y agregó: "Siempre es un halago cuando la gente usa mis líneas; tu siempre gustas de dejar un pequeño legado ahí fuera".
En 1999, Gennifer Flowers, quien previamente había alegado una aventura con el cliente de Carville en 1992, Bill Clinton, demandó a Carville y a su colega George Stephanopoulos por difamación. En 2000, Flowers también incluyó a Hillary Clinton como acusada en la demanda. El abogado Larry Klayman de Judicial Watch, una organización de defensa conservadora, la representó en la demanda. Flowers sostuvo que Carville y Stephanopoulos ignoraron las señales obvias de advertencia de que los informes de los medios de comunicación no determinaban de manera concluyente que las cintas de sus conversaciones telefónicas grabadas con Clinton estaban "manipuladas". En 2004, un tribunal de distrito federal desestimó el caso con un juicio sumario. Klayman luego apeló el caso en nombre de Flowers. En 2006, 14 años después de que las acusaciones del asunto se convirtieran en un tema de la primera campaña presidencial de Bill Clinton, la Corte de Apelaciones del Noveno Circuito de los Estados Unidos confirmó la desestimación del tribunal inferior.

## Elecciones internacionales de 1990 a 2010
A mediados de la década de 1990, Carville trabajó en varias campañas electorales en el extranjero, incluidas las de Tony Blair, entonces primer ministro del Reino Unido, durante las elecciones generales de 2001 y con el Partido Liberal de Canadá.
Carville consideró que las campañas de trabajo en el extranjero eran más lucrativas desde el punto de vista comercial y con menos riesgo para la reputación que las campañas en los Estados Unidos y señaló en 2009: "Si ayudas a elegir un presidente y luego te involucras en una carrera para gobernador y pierdes, será un poco perjudicial para tu reputación. Pero si vas a Perú y diriges una carrera presidencial y pierdes, nadie lo sabe ni le importa. Entonces, ¿por qué ir a Nueva Jersey y perder 100 de los grandes cuando puedes ir a Perú y perder un millón?".
Carville ha sido menos abierto con los medios de comunicación sobre su trabajo en el extranjero y le comentó a un reportero de Los Angeles Times en 1999: "No comentaré nada de lo que haga fuera de los Estados Unidos".

### Trabajo con el Departamento de Estado de EE.UU.
En 2002, en nombre del Departamento de Estado de los Estados Unidos, Carville y su esposa, la consultora política Mary Matalin, se reunieron con un grupo de 55 líderes políticas árabes durante las elecciones de mitad de período de 2002 en Estados Unidos. El programa de visitantes internacionales (IV) "Mujeres como dirigentes políticas", fue el primero ejecutado bajo los auspicios de la Iniciativa de Asociación para el Oriente Medio, una colección de 40 programas encabezados por la entonces subsecretaria adjunta para Asuntos del Cercano Oriente, Liz Cheney . Además de los eventos con Carville y Matalin, el grupo se reunió con el personal de la campaña local, estatal y del Congreso, y observó el trabajo de la campaña durante sus visitas a Concord, Dallas, Detroit, Toledo, Raleigh, Tallahassee y Tampa.
Ese año, Carville también propuso visitar naciones árabes y musulmanas en nombre del gobierno de los Estados Unidos para hacer "algún tipo de propaganda", y agregó "Me encantaría usar mi experiencia y habilidades para contarle a la gente sobre mi país y lo que está disponible para ellos más allá de la desesperanza y el terrorismo". “Lo que buscan los terroristas es a la población más joven y cada vez más pobre. Lo que ofrecen no es mucho, pero no estamos haciendo un buen trabajo al contarles a esos jóvenes la otra cara de la historia. Es hora de que les digamos las opciones que tienen sin imponer los valores estadounidenses ".

### Brasil, 1994

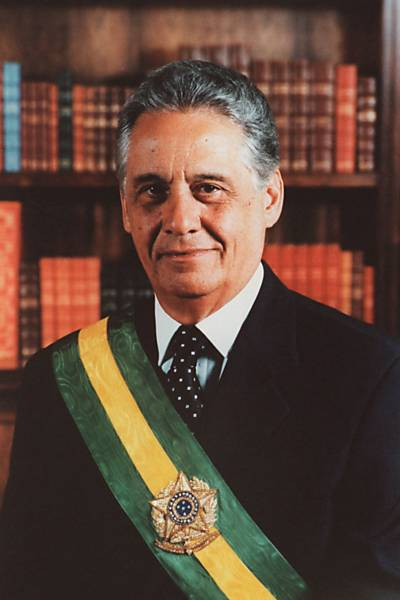
Fernando Henrique Cardoso

En 1994, Carville fue consultor de Fernando Henrique Cardoso en su exitosa campaña de 1994 para la presidencia brasileña. Cardoso, profesor y Fulbright Fellow, dio una conferencia en los Estados Unidos durante la década de 1980 en la Universidad de Columbia sobre temas de democracia en Brasil. Cardoso, a menudo apodado "FHC", fue elegido con el apoyo de una alianza heterodoxa de su propio Partido Socialdemócrata, el PSDB, y dos partidos de derecha, el Partido del Frente Liberal (PFL) y el Partido Laborista Brasileño (PTB). Durante su mandato, la administración de Cardoso liquidó los activos públicos y profundizó la privatización de empresas estatales en las industrias siderúrgica, de telecomunicaciones y minera, además de realizar reformas en el programa de ingresos de la seguridad social y los sistemas tributarios de Brasil.

### Honduras, 1997
En 1997, Carville consultó al entonces líder del Congreso Nacional de Honduras, Carlos Flores Facussé en su campaña presidencial. Flores asistió a la American School of Tegucigalpa, estudió finanzas internacionales en la Louisiana State University a principios de la década de 1970 y se casó con una ciudadana estadounidense de Tennessee.

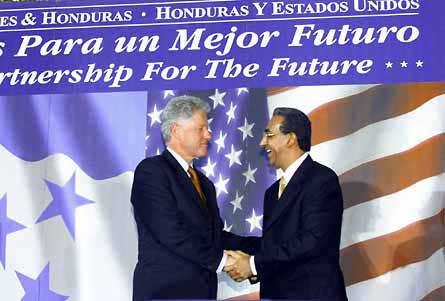
El presidente hondureño Carlos Flores se da la mano con el presidente de los Estados Unidos, Bill Clinton, en la Base Aérea Soto Cano en Honduras

Más tarde se convirtió en el editor de La Tribuna de su familia, un importante periódico hondureño, y participó en varias juntas directivas corporativas, incluido el Banco Central de Honduras, y se involucró en la política. Flores estaba alineado con la facción rodista del expresidente Roberto Suazo Córdova, el ala más conservadora del partido liberal. Con el compromiso de hacer que Honduras supere su imagen de ser principalmente un exportador de banano y café, Flores hizo campaña en su plataforma "Nueva Agenda", que incluía un plan de diez puntos para estabilizar la economía. Flores se distanció de la administración saliente de Reina, al tiempo que se presentó con éxito como un candidato de la oposición del mismo partido.
En las elecciones generales de noviembre de 1997, Flores enfrentó a la candidata del Partido Nacional Nora Gúnera de Melgar, esposa del general Juan Alberto Melgar Castro, quien tomó el poder en un golpe de Estado de 1975 que destituyó al entonces presidente Oswaldo López Arellano después de su escándalo de sobornos en bananagate con United Fruit Company .
Flores derrotó a su oponente por un margen del 10% de 195,418 votos de un total de 1,885,388 votos emitidos. La campaña de Gúnera de Melgar contó con la asistencia de Dick Morris, consultor político rival y también asesor político de Bill Clinton. Morris afirmó que no tenía conocimiento de la participación de Carville con su oponente hasta después de las elecciones.
En octubre de 1998, el huracán Mitch devastó Honduras y los esfuerzos de reconstrucción posteriores al huracán dieron como resultado que los bancos internacionales de desarrollo renegociaran gran parte de la deuda externa de Honduras a cambio de políticas de ajuste estructural. Después de vender aeropuertos y empresas de energía estatales, Flores intentó sin éxito privatizar Hondutel, la empresa de telefonía estatal, y cuando ese esfuerzo fracasó, el Fondo Monetario Internacional congeló la distribución de préstamos y exigió que el gobierno acelerara aún más sus programas de privatización.

### Ecuador, 1998

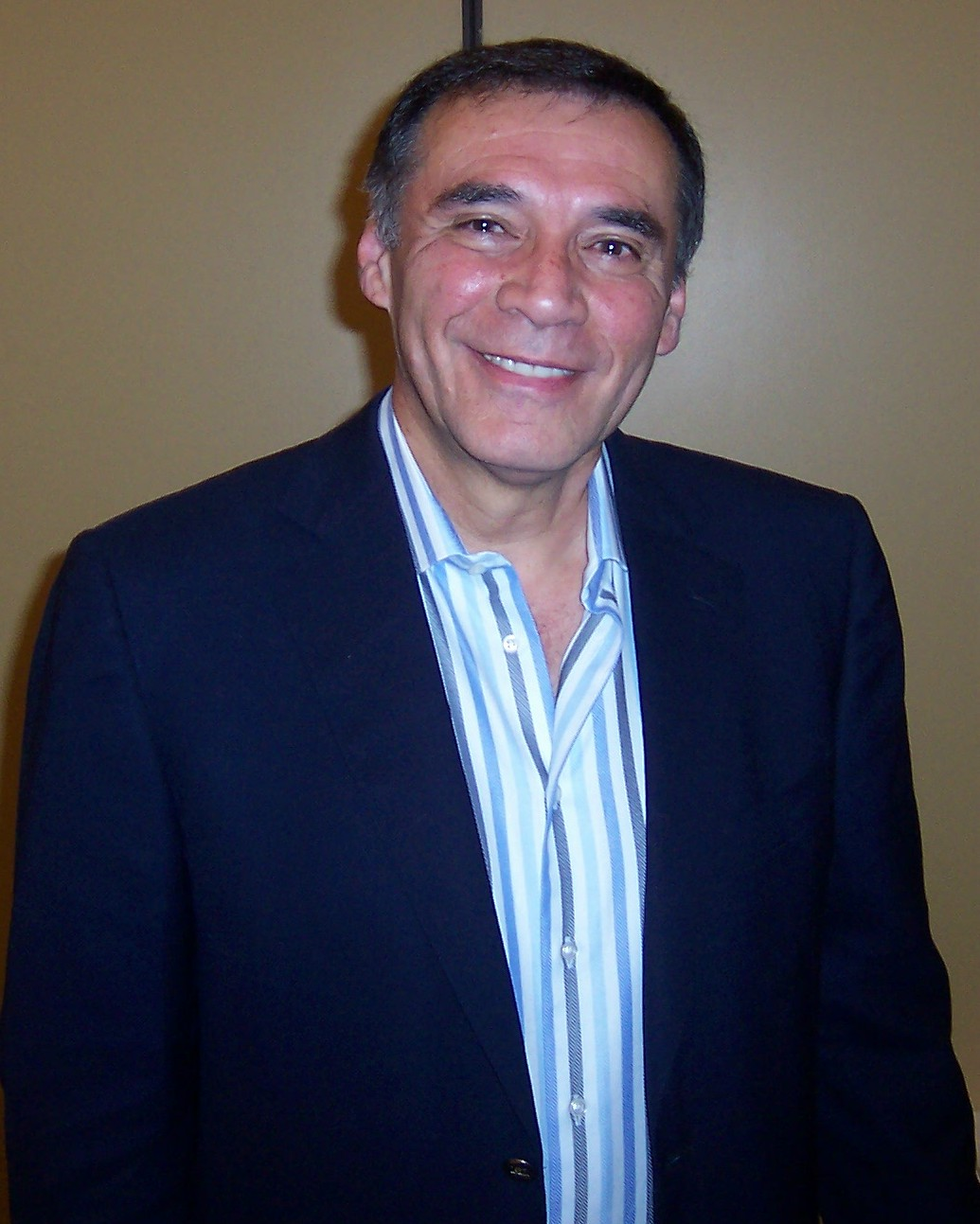
Jamil Mahuad Witt

En 1998, Carville ayudó a diseñar una estrategia exitosa para elegir a Jamil Mahuad Witt como presidente de Ecuador. Mahuad, un abogado nacido en Ecuador, obtuvo una Maestría en Administración Pública de la Escuela de Gobierno Kennedy de la Universidad de Harvard, donde fue Mason Fellow. También fue becario Fulbright patrocinado por el Departamento de Estado de EE.UU., que dio conferencias sobre ética y política en varias universidades.
Mahuad fue elegido alcalde de Quito en la década de 1990 antes de contratar los servicios de Carville para ayudarlo a ganar la presidencia ecuatoriana, en una campaña en la que Mahuad promocionó su formación académica en Harvard.
A raíz de una crisis económica causada por la caída de los precios del petróleo y el estancamiento del crecimiento económico, Mahuad decretó el estado de emergencia y se embarcó en medidas de austeridad para sofocar la inflación desenfrenada, incluidos los aumentos de los impuestos sobre las ventas y la gasolina, congelando los retiros de cuentas bancarias y la dolarización la economía que incluyó la repentina anulación e invalidación del Sucre, la moneda de Ecuador desde 1884. En enero de 2000, Mahuad fue expulsado de su cargo en un golpe militar tras las manifestaciones de los ecuatorianos. Mahuad huyó al exilio en Estados Unidos. En 2014, un tribunal ecuatoriano condenó a Mahuad, in absentia, por malversación de fondos durante su mandato y lo condenó a doce años de prisión. La Interpol también emitió una orden de arresto contra él.

### Panamá, 1998

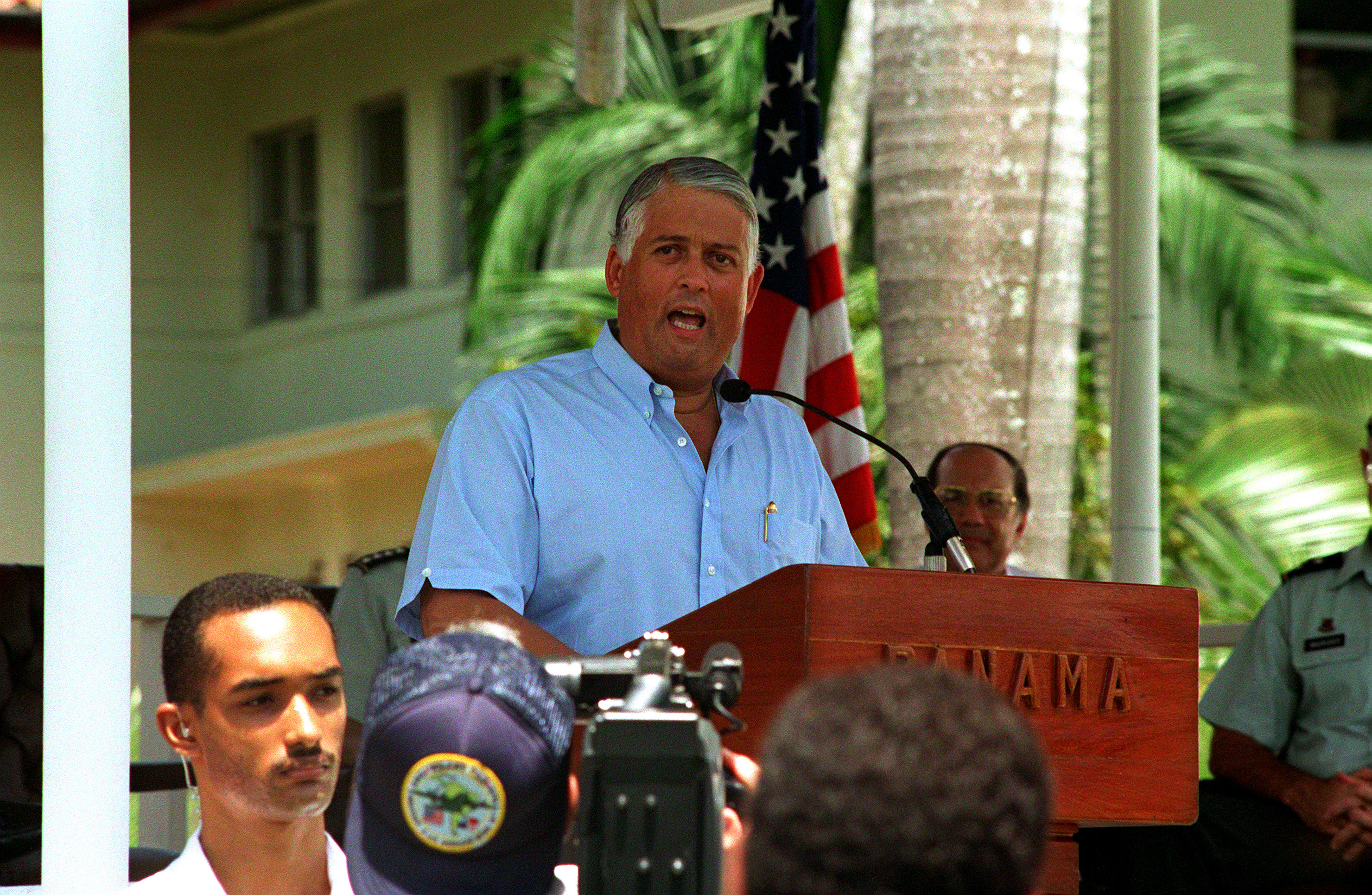
Ernesto Pérez Balladares

En 1998, el Partido de la Revolución Democrática (PRD) en Panamá retuvo a Carville como su principal asesor para ayudar a reelegir al entonces presidente, con límite de mandatos, Ernesto Pérez Balladares durante una elección en que figuras de la oposición sugirieron que Pérez Balladares esperaba transmitir la impresión de que la Administración Clinton en los Estados Unidos estaba a favor secretamente de un segundo mandato para él. Pérez Balladares, quien asistió a la universidad en los Estados Unidos en la Universidad de Notre Dame antes de obtener su maestría en la Wharton School de la Universidad de Pensilvania, reformó el Código Laboral de Panamá, privatizó los servicios de telefonía y electricidad de Panamá e introdujo a Panamá en la Organización Mundial del Comercio durante su mandato. A pesar del gasto masivo del PRD, incluida la contratación de Carville para diseñar una estrategia política eficaz, la propuesta de levantar la limitación de su mandato fue derrotada por un margen de casi 2 a 1.

### Israel, 1998–1999

Ehud Barak con el presidente de la OLP, Yasser Arafat, y el presidente de Estados Unidos, Bill Clinton

A sugerencia del presidente Clinton, que se había frustrado con la intransigencia de Benjamin Netanyahu en el proceso de paz, Carville, junto con las universidades Bob Shrum, redactor de discursos del presidente Clinton, y Stanley Greenberg, fueron consultados a finales de 1998 y principios de 1999 por el candidato del Partido Laborista Ehud Barak para ayudarlo a prepararse para las elecciones de primer ministro de 1999.
Carville y sus colegas se esforzaron por ayudar a Barak a tomar el control del debate diario e impulsar su difícil desafío al actual jefe de Estado Binyamin Netanyahu. Oraciones declarativas cortas, fragmentos de sonido, respuesta rápida, repetición, problemas de cuña, explotación étnica, encuestas nocturnas, investigación negativa, anuncios de ataques abrasadores en la televisión, todas las herramientas familiares de la política estadounidense, llegaron a la escena política israelí durante las elecciones, como parte de lo que el director de comunicaciones de Netanyahu, David Bar-Illan, caracterizó como una americanización de las elecciones, y los asesores de Netanyahu insinúan la intromisión de la Casa Blanca en una elección israelí. Barak ganó las elecciones por un margen de dos dígitos y sirvió durante más de dos años antes de convocar una elección especial para primer ministro en 2001.

### Argentina, 1999

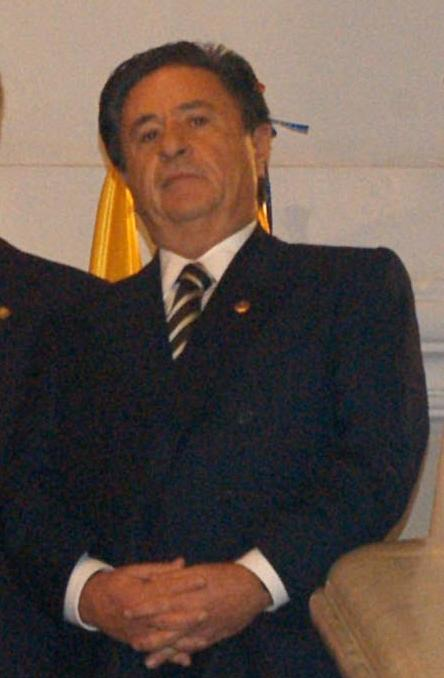
Eduardo Duhalde

Carville fue consultor del gobernador de la provincia de Buenos Aires, Eduardo Duhalde, en su candidatura a la presidencia de Argentina en 1999 como candidato del Partido Justicialista. Carville comentó en mayo de 1999 que el embajador de Estados Unidos en Argentina, James Cheek, le presentó a Duhalde en enero de 1998. La tarifa de consultoría de Carville fue de $ 30,000 por mes, en dólares estadounidenses de 1999, sumada a un porcentaje de los anuncios de la campaña, más pasajes aéreos de primera clase y gastos de hotel.
Duhalde pasó gran parte de la campaña envuelto en una lucha por el poder con su propio partido y el actual presidente Carlos Menem, quien apenas fue disuadido de postularse para un tercer mandato a pesar de los límites constitucionales del mandato presidencial y una serie de fallos judiciales en su contra. La dinámica de campaña fue bastante plana: no hubo debates presidenciales, ni grandes mítines de campaña, ni hubo cambios importantes en el rumbo prometidos por los candidatos favoritos. Duhalde enfatizó sus credenciales de ley y orden como tema de campaña. Un anuncio de televisión de la campaña de Duhalde lo mostraba caminando solo por el bosque, hablando consigo mismo y lamentándose de todos los enemigos políticos que conspiraban contra él. Carville se enfrentó con el equipo de relaciones públicas de Duhalde antes de las elecciones, lo que llevó a su partida.
En un contexto económico de la Gran Depresión Argentina, Duhalde perdió las elecciones generales de octubre de 1999 ante el candidato de la Unión Cívica Radical, Fernando de la Rúa, quien disfrutó de la estrategia y el consejo del consultor político estadounidense Dick Morris. De la Rúa dimitió más tarde durante los disturbios de diciembre de 2001, y el Congreso argentino nombró presidente al gobernador de la provincia de San Luis, Adolfo Rodríguez Saá. Cuando Rodríguez Saá también renunció, el Congreso nombró a Duhalde, quien se desempeñaría como presidente de Argentina desde enero de 2002 hasta mayo de 2003.

### Bolivia, 2002

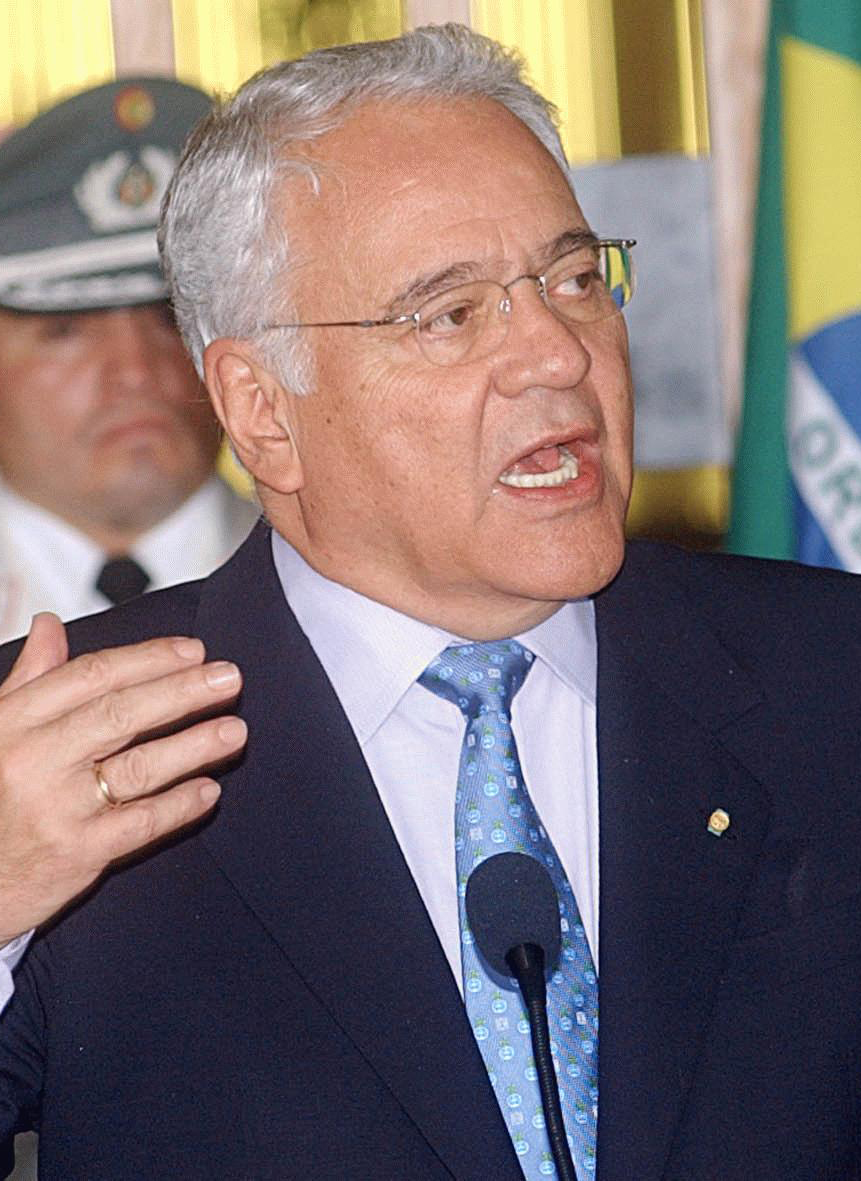
Gonzalo "Goni" Sánchez de Lozada en 2003

En 2002, a través de su firma Greenberg Carville Shrum (GCS), Carville diseñó una estrategia en Bolivia en nombre del candidato presidencial del partido Movimiento Nacionalista Revolucionario (MNR) Gonzalo "Goni" Sánchez de Lozada. Hijo de un exiliado político, Sánchez de Lozada pasó sus primeros años en Iowa, estudió en la Universidad de Chicago y hablaba español con acento del medio oeste americano. Sánchez de Lozada se desempeñó como presidente de Bolivia a mediados de la década de 1990 y tenía un historial de uso de la terapia de choque, la liberalización económica y la privatización. En su campaña electoral de 2002, enfrentó el primer desafío serio a la hegemonía de los partidos políticos bolivianos establecidos en la forma de Evo Morales y su partido de izquierda populista e indigenista Movimiento por el Socialismo (MAS).
Carville ayudó a Sánchez de Lozada a ejecutar un manual de campaña con una hábil campaña mediática bajo el lema "Bolivia sí puede" que incluía anuncios de ataques negativos contra sus oponentes, particularmente contra el alcalde de Cochabamba, Manfred Reyes Villa. En un anuncio de campaña, se culpó a Reyes Villa de la diarrea desenfrenada en los niños pobres de la ciudad.
Sánchez de Lozada obtuvo una mayoría de votos, 22,46%, contra el segundo puesto de Evo Morales con 20,94%, antes de llegar al poder en agosto de 2002 en un gobierno de coalición formado con otros dos partidos políticos. Lozada renunció en octubre de 2003 y huyó al exilio en los Estados Unidos luego del Conflicto del Gas en Bolivia de 2003. El trabajo de Carville para Lozada en Bolivia fue retratado en el documental de 2005 Our Brand Is Crisis, que inspiró la película de forma narrativa de 2015 Our Brand is Crisis.

### Venezuela, 2003

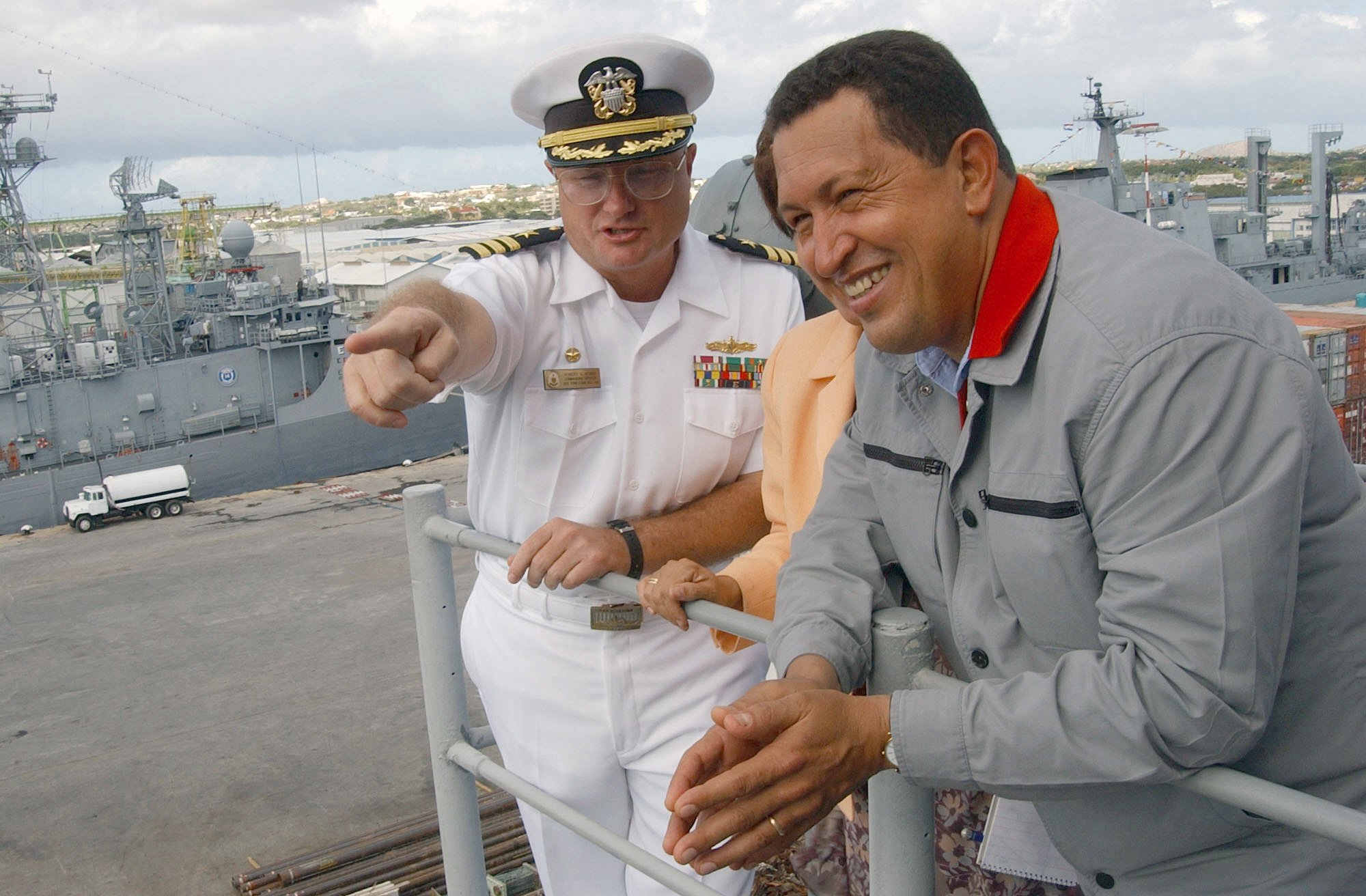
Hugo Chávez recorre el crucero USS Yorktown en marzo de 2002 en Port Willemstad, Curazao, Antillas Holandesas durante el 43.º ejercicio naval multinacional anual de UNITAS.

A principios de 2003, Carville trabajó en Venezuela como asesor de intereses comerciales venezolanos que anteriormente encabezaron una huelga económicamente devastadora en la primavera de 2002 por parte de los gerentes de la compañía petrolera nacional, Petróleos de Venezuela, S.A. (PDVSA), en un esfuerzo por desestabilizar el gobierno del presidente izquierdista Hugo Chávez. A raíz de un fallido intento de golpe de Estado en abril de 2002, el grupo buscó la ayuda de Carville para desplazar a Chávez de su cargo. En una entrevista de septiembre de 2006 que abordó el tema, Carville comentó: "He trabajado en Venezuela y sería muy reacio en llamar demócrata a Chávez".

### Afganistán, 2009

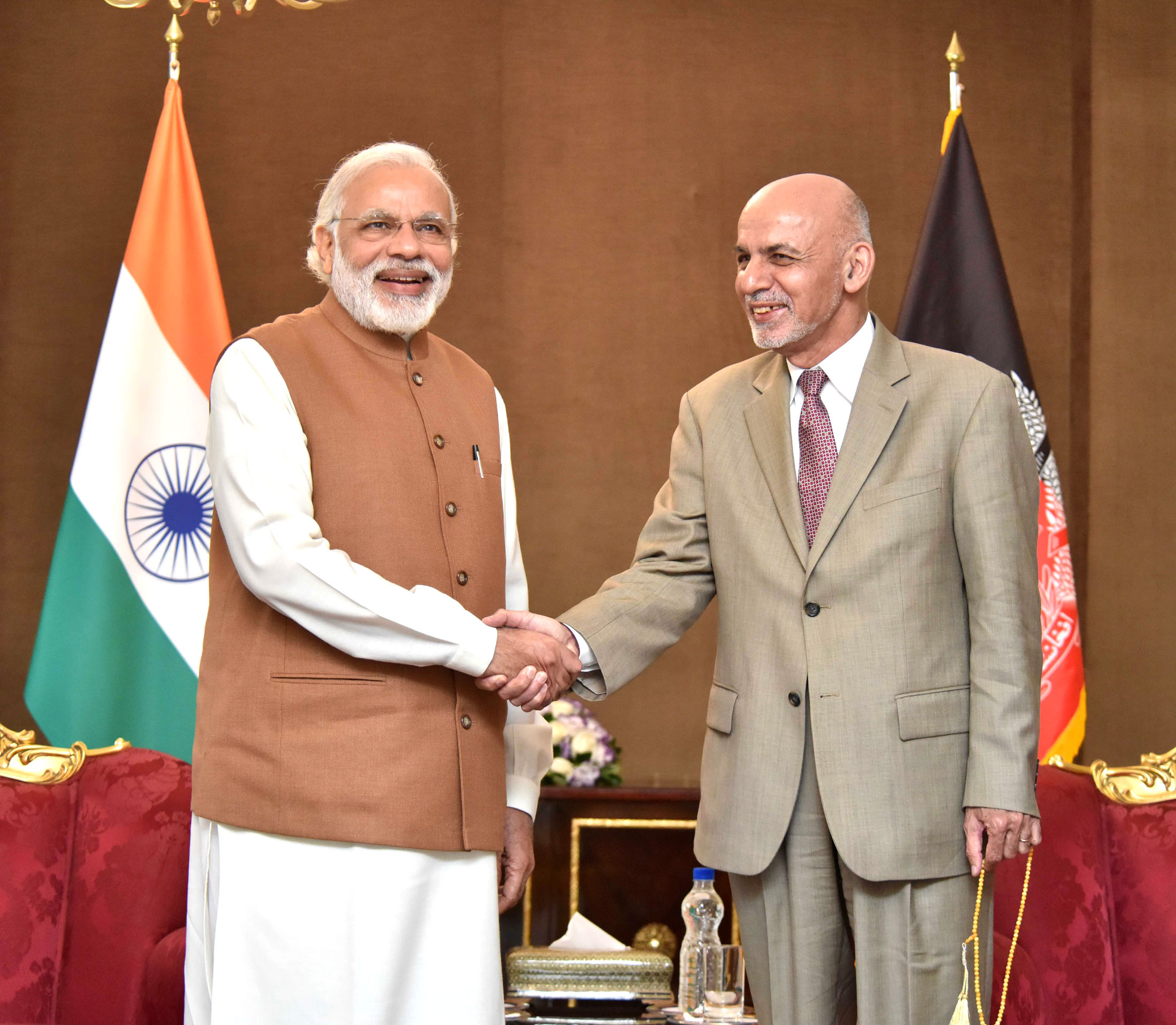
El primer ministro indio, Narendra Modi, con el presidente de Afganistán, Ashraf Ghani

El candidato presidencial afgano Ashraf Ghani contrató a Carville como asesor de campaña en julio de 2009. Ghani, quien renunció a su ciudadanía estadounidense para postularse para la presidencia en Afganistán, asistió a la escuela secundaria en los Estados Unidos en Lake Oswego, Oregón a fines de la década de 1960, obtuvo su maestría en la Universidad de Columbia en 1977, fue Fulbright Fellow en los Estados Unidos que enseñó en UC Berkeley y la Universidad Johns Hopkins en la década de 1980, y trabajó como economista en el Banco Mundial con sede en Washington D. C. en la década de 1990.
Ghani y Carville se conocieron en Washington en la primavera de 2009 a través de amigos en común. Carville no quiso decir si le pagaron por asesorar a Ghani,  mientras que Ghani afirmó que Carville ofreció su tiempo como voluntario. Carville comentó en ese momento que la elección presidencial afgana de 2009 es "probablemente la elección más importante celebrada en el mundo en mucho tiempo", y calificó su nuevo trabajo como "probablemente el proyecto más interesante en el que he trabajado en mi vida". Cuando se le preguntó acerca de las similitudes entre la política en Afganistán y la política en Luisiana, Carville respondió: "Sí, me sentí un poco como en casa, para ser honesto contigo". El objetivo de Carville era ayudar a evitar que uno de los oponentes de Ghani, Hamid Karzai, obtuviera la mayoría de votos, para forzar la elección a una segunda vuelta.

### Colombia 2010

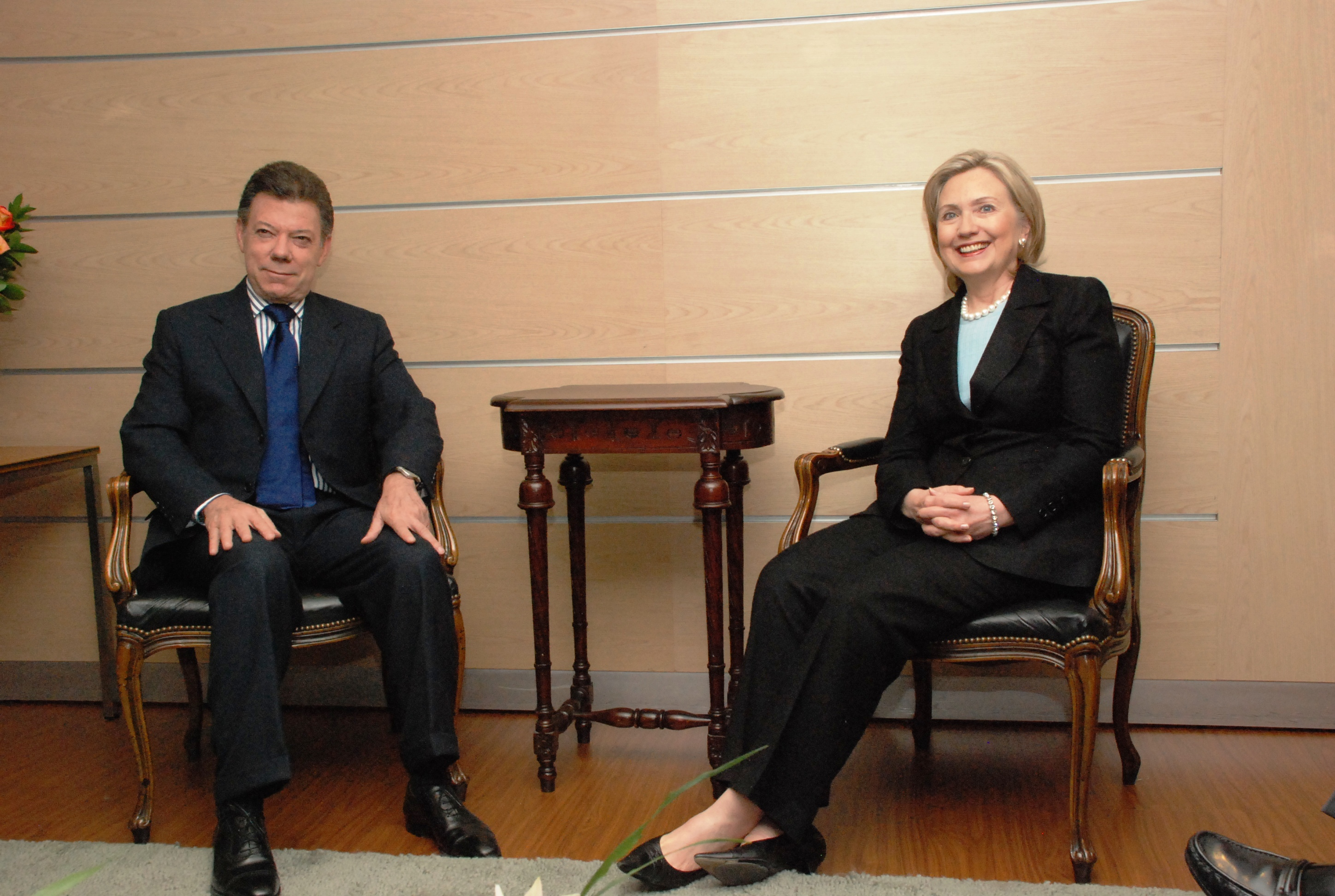
Juan Manuel Santos y la secretaria de Estado de Estados Unidos, Hillary Clinton, poco antes de la segunda ronda de votaciones, el 9 de junio de 2010.

En 2010, Carville trabajó como asesor principal para elegir al candidato presidencial Juan Manuel Santos en Colombia. Santos, nacido en Colombia, asistió a la Universidad de Kansas para realizar estudios de pregrado de 1969 a 1973, donde se graduó con una licenciatura en economía y negocios. Regresó a los Estados Unidos como becario visitante Fulbright en la Facultad de Derecho y Diplomacia Fletcher de la Universidad de Tufts en 1981,  y también obtuvo una maestría en la Escuela de Gobierno Kennedy de Harvard en 1981, y dio una conferencia como becario Nieman. en la Universidad de Harvard en 1988.
Santos luego se unió al think tank con sede en Washington D. C., el Diálogo Interamericano, y se desempeñó como Ministro de Comercio de Colombia, y Ministro de Finanzas y Crédito Público de Colombia durante la década de 1990 y principios de la de 2000.  En 2006, el entonces presidente Álvaro Uribe nombró a Santos como Ministro de Defensa de Colombia. Santos supervisó a los militares durante un período de tensión política y acción militar dirigida contra el grupo guerrillero FARC, incluyendo un controvertido ataque militar en la frontera con Ecuador y asesinatos extrajudiciales durante el escándalo de los "falsos positivos".
Carville jugó un papel crucial para Santos, ayudándolo a analizar las encuestas de votantes y elaboró una estrategia ganadora, que incluía la distribución nocturna de panfletos bajo las puertas de los hogares de los votantes que predecían el fin del los programas sociales populares si Santos no fuera elegido.
El 20 de junio de 2010, luego de dos rondas de votaciones, Santos fue elegido presidente de Colombia y fue investido el 7 de agosto de 2010 en medio de una crisis diplomática con Venezuela. El Departamento de Estado de los Estados Unidos comentó en comunicaciones oficiales que estaba "complacido" con la elección de Santos y elogió el "animado debate" antes de la segunda vuelta y el "compromiso de larga data de Colombia con los principios democráticos". En 2017, Santos reconoció que su campaña de 2010 recibió pagos ilegales del conglomerado brasileño Odebrecht.

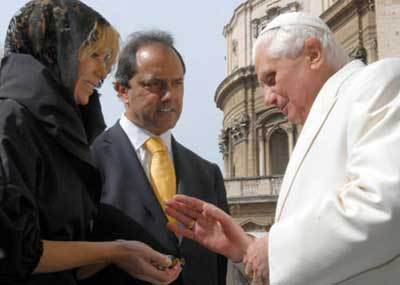
Daniel Scioli con el Papa Benedicto XVI

### Argentina 2015
Carville actuó como asesor de las campañas de Daniel Scioli para el gobernador de Buenos Aires en 2007 y 2011. También fue consultor para su fallida campaña presidencial en 2015 La elección presentó acusaciones de compra de votos cuando se alega que el partido Frente por la Victoria de Scioli distribuyó sacos con botellas de aceite de cocina, pasta y harina a los votantes de Buenos Aires a cambio de sus votos. Scioli fue derrotado en la segunda vuelta de las elecciones de noviembre de 2015.

## Campaña presidencial de John Kerry de 2004

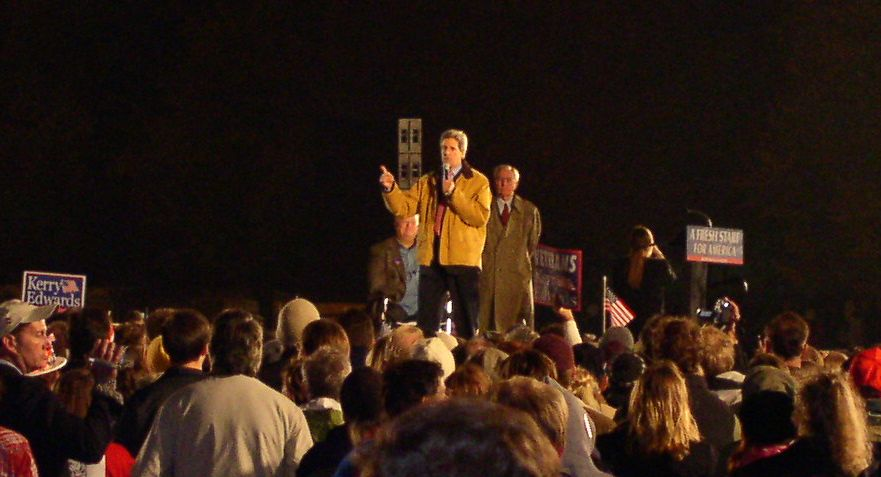
John Kerry en un mitin de campaña en Minneapolis el 21 de octubre de 2004.

En septiembre de 2004, después de conversaciones con Bill Clinton, el senador de Massachusetts John Kerry contrató la ayuda de Carville como asesor informal de su campaña presidencial de 2004 . El consultor político rival Dick Morris especuló en ese momento que Carville y Greenberg, participantes fundamentales en la maquinaria política Clinton, se infiltraron en la campaña de Kerry como una forma de diseñar su derrota y despejar el camino para que Hillary Clinton postulara en 2008. A raíz de la derrota de Kerry, Carville y sus colegas Stanley Greenberg y Bob Shrum buscaron culpar a eventos externos, incluida la cobertura de los medios de comunicación de la guerra de Irak, el video de Osama bin Laden de octubre de 2004, así como el enfoque de Bush en cuestiones culturales.

## 2000

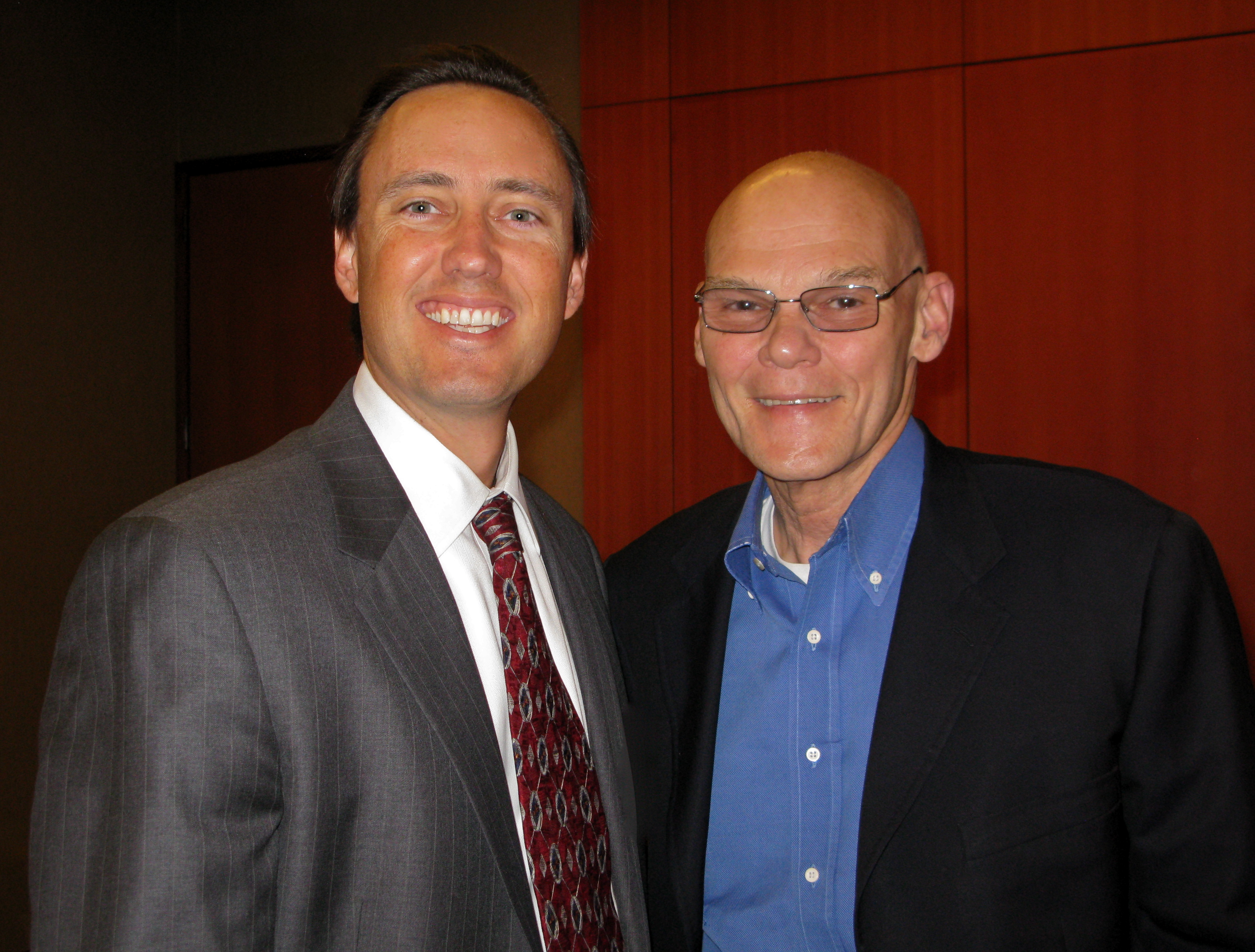
Carville después de pronunciar un discurso en una reunión de la Asociación Occidental de Capitalistas de Riesgo en diciembre de 2009

Carville copresentó Crossfire de CNN junto con su socio Paul Begala desde 2002 hasta la cancelación del programa en 2005. Carville fue colaborador de CNN hasta que se separó de la red en 2013. Al año siguiente, Carville se unió a Fox News Channel como colaborador.
En 2005, Carville impartió un semestre del curso "Temas en la política estadounidense" en el Northern Virginia Community College . Entre los invitados a los que había venido a hablar en la clase se encontraban Al Hunt, Mark Halperin, el senador George Allen, George Stephanopoulos, Karl Strubel, Stan Greenberg, Tony Blankley, representantes de la Motion Picture Association of America y James Fallows.
En 2006, Carville cambió de política a deportes y se convirtió en presentador de un programa deportivo llamado 60/20 Sports en XM Satellite Radio con Luke Russert, hijo del periodista de NBC Tim Russert . El show era una mirada en profundidad a la cultura del deporte basada en las edades de los dos presentadores (60 y 20).
Después de la victoria de los demócratas en las elecciones de mitad de período de 2006, Carville criticó a Howard Dean como presidente del Comité Nacional Demócrata y pidió su destitución, ya que creía que Dean no había gastado suficiente dinero. A finales de noviembre de 2006, Carville propuso una especie de tregua. 
Carville fue el productor ejecutivo de la película de 2006 Todos los hombres del rey, protagonizada por Sean Penn y Anthony Hopkins, que se basa libremente en la vida del gobernador de Luisiana, Huey Long.
Carville creyó que Al Gore, a quien ayudó a poner en la Casa Blanca como vicepresidente en 1992, se postularía para presidente en 2008. Esta predicción no se hizo realidad.
El 4 de marzo de 2009, Politico informó que Carville, Paul Begala y Rahm Emanuel fueron los arquitectos de la estrategia del Partido Demócrata de presentar al presentador de radio conservador Rush Limbaugh como el rostro del Partido Republicano. Carville fue particularmente crítico con Limbaugh por decir que quería que Barack Obama "fracasara".
Fue colaborador habitual con Stan Greenberg del Memo semanal Carville-Greenberg en The National Memo.

## Campaña presidencial de Hillary Clinton de 2008

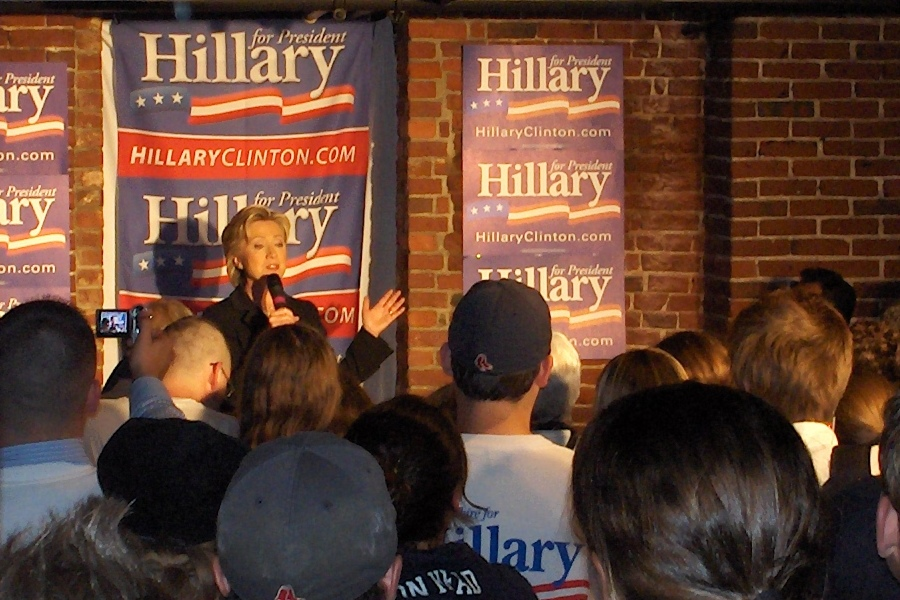
Hillary Rodham Clinton en el muñón en New Hampshire en junio de 2007.

Carville asesoró a Hillary Clinton durante su campaña presidencial de 2008 . En declaraciones sobre el entonces candidato rival, el senador Barack Obama, Carville declaró en 2007 que Barack Obama era el candidato demócrata "con más probabilidades de explotar o implosionar".
El 22 de marzo de 2008, Carville comparó al gobernador de Nuevo México, Bill Richardson, que acababa de respaldar a Barack Obama para la nominación, con Judas Iscariote. Fue "un acto de traición". "El respaldo del Sr. Richardson se produjo justo alrededor del aniversario del día en que Judas se vendió por 30 piezas de plata, así que creo que el momento es apropiado, aunque irónico", comentó Carville, refiriéndose a la Semana Santa. Richardson había servido al presidente Bill Clinton como su secretario de Energía, y el embajador ante las Naciones Unidas y Carville creía que Richardson le debía su respaldo a la senadora Clinton. Carville también afirmó que Richardson aseguró a muchos en la campaña de Clinton que al menos se mantendría neutral y se abstendría de tomar partido. Richardson negó el relato de Carville, argumentando que no había hecho ninguna promesa de permanecer neutral. Richardson afirma que su decisión de respaldar a Obama fue "confirmada" por su discurso sobre las relaciones raciales tras el torbellino de controversias que rodearon al ex pastor de Obama, Jeremiah Wright. Carville continuó señalando: "Dudo que el gobernador Richardson y yo seamos muy unidos en el futuro", dijo Carville, pero "he tenido mi opinión... Conseguí uno en la timonera y lo etiqueté".
Incluso cuando la campaña de Clinton comenzó a perder fuerza, Carville se mantuvo leal y positivo en sus cargos públicos, rara vez se desvió del mensaje y defendió con firmeza a la candidata. Pero el 13 de mayo de 2008, unas horas antes de las primarias en Virginia Occidental, Carville comentó a una audiencia en la Universidad Furman en Carolina del Sur : "Estoy con la senadora Clinton, pero creo que lo más probable es que Obama sea el nominado..." El momento marcó un cambio con respecto a sus comentarios anteriores y, a menudo, decididamente optimistas sobre el estado de la campaña de Clinton.
Después de la clara ventaja de Barack Obama hacia la victoria en la campaña presidencial demócrata el 3 de junio, James Carville dijo que estaba listo para abrir su billetera para ayudar a Obama a construir un cofre de guerra político para enfrentar a John McCain en noviembre.[cita requerida]

## 2010

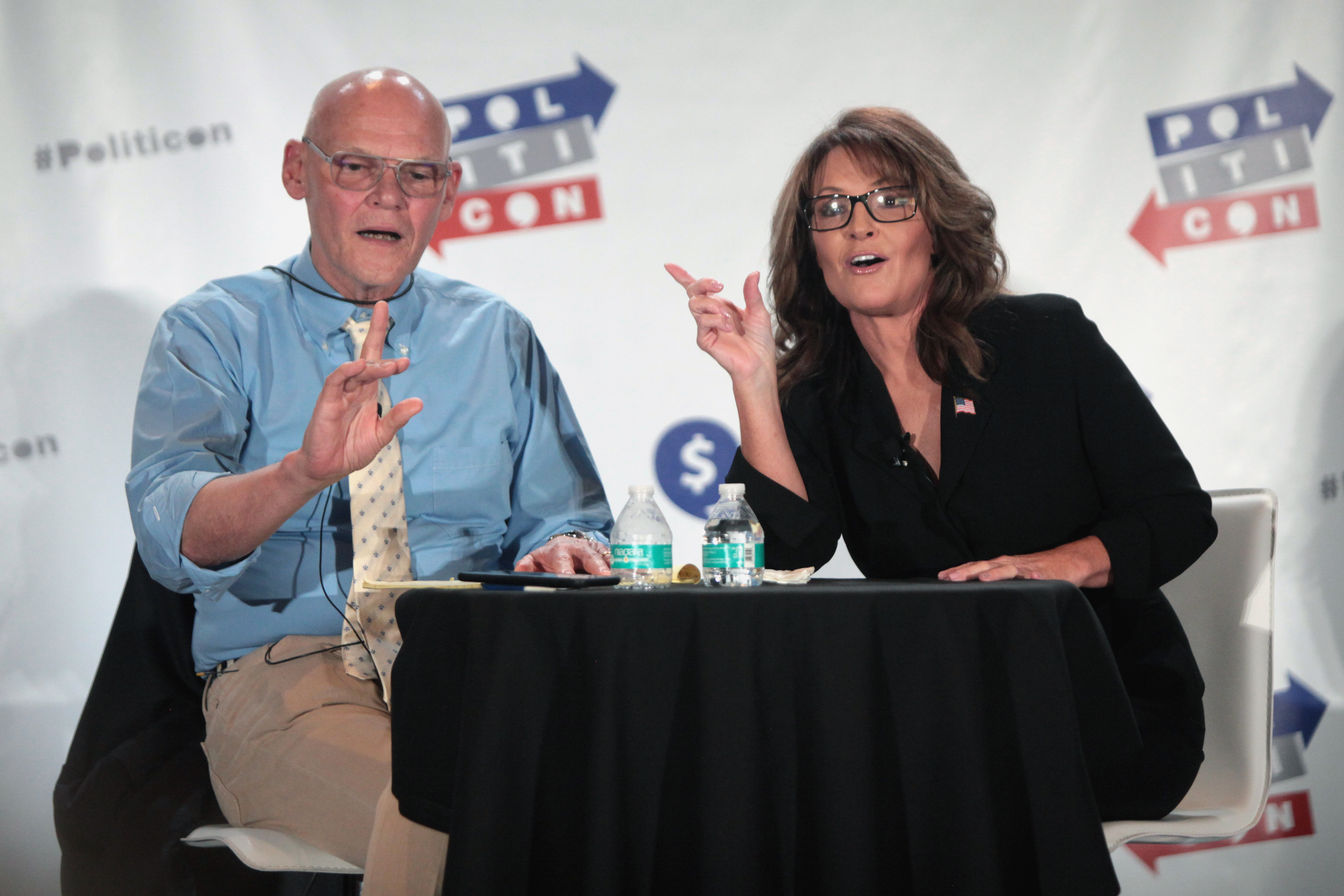
Carville y la exgobernadora de Alaska Sarah Palin en un foro de Polticon de 2016.

Palantir Technologies contrató a Carville como asesor pagado en 2011, y fue fundamental en lograr la colaboración de Palantir con el Departamento de Policía de Nueva Orleans para implementar silenciosamente software policial predictivo en Nueva Orleans.
Carville ha criticado el estilo político y la conducta de Obama a lo largo de los años. El 18 de noviembre de 2010, Carville se dirigió a una audiencia en un desayuno de Christian Science Monitor y comentó: "Si Hillary dejaba una de sus bolas y se la daba a Obama, él tendría dos". Carville hizo un comentario similar a la periodista política Eleanor Clift durante las primarias de mayo de 2008, insinuando que Hillary Clinton era una candidata más dura, y comentó: "Si ella le diera uno de sus cojones, ambos tendrían dos".
En noviembre de 2013, a la luz de la disminución de los números de las encuestas de aprobación del presidente Barack Obama, Carville comentó: "Creo que lo mejor que puede hacer es darle una calada a la pipa de crack del alcalde de Toronto, porque sus números son alrededor de 48".
El 21 de octubre de 2018, Carville participó con el experto de Fox News Tucker Carlson en la PoltiCon 2018 en Los Ángeles en "Una conversación con Eddie Izzard".
Carville se unió a la facultad de Manship School of Mass Communication de la Universidad Estatal de Luisiana en enero de 2018. Su trabajo en Manship School fue apoyado por donaciones filantrópicas. También ha impartido clases de ciencias políticas en la Universidad de Tulane
En 2019, el experto político Mark Halperin consultó con Carville para su próximo libro: "Cómo vencer a Trump: los principales estrategas políticos de Estados Unidos sobre lo que se necesitará". Se le preguntó a Carville qué le diría a las víctimas de agresión sexual de Halperin que han expresado su decepción e indignación por el hecho de que tantos demócratas de alto rango estuvieran dispuestos a hablar con alguien acusado de acusaciones tan graves, y comentó: "Sé que ha sido acusado por muchas personas y ha perdido su trabajo. El tipo me llamó y me pidió que hablara con él sobre un tema que obviamente me importa. Y le hablé."

## Campaña presidencial de Michael Bennet de 2020

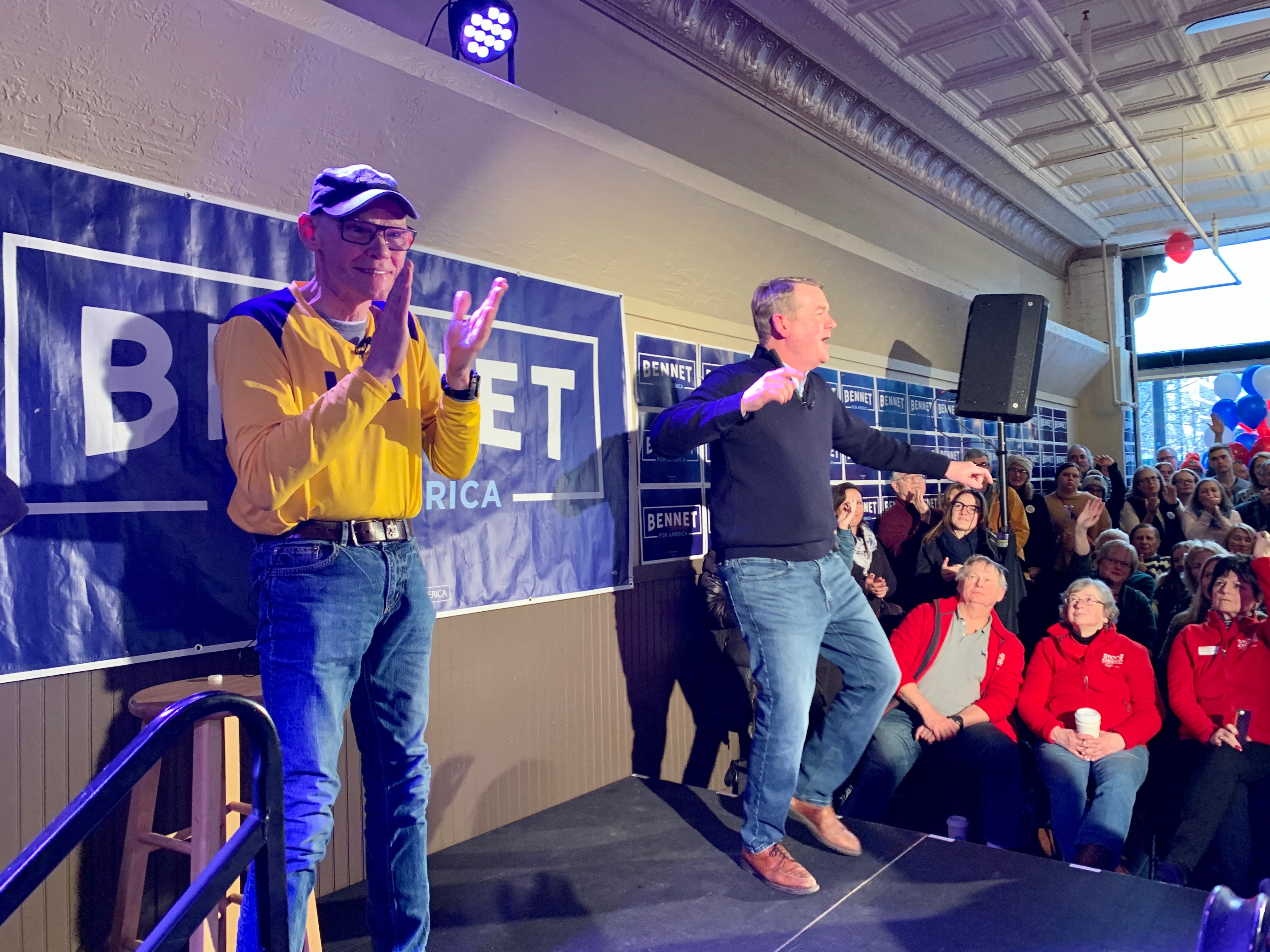
Carville haciendo campaña con el candidato presidencial de 2020 Michael Bennet en New Hampshire.

En enero de 2020, Carville respaldó la campaña finalmente infructuosa del senador de Colorado Michael Bennet para la nominación presidencial demócrata. Carville apareció en el escenario con Bennet antes de las primarias presidenciales demócratas de New Hampshire de 2020 en sus eventos políticos en el estado. Carville comentó de Bennet durante la temporada de campaña: "Este es John Kennedy reclonado, ¡no puedes ser mejor que este tipo!" Bennet, quien se apoyó mucho en el respaldo de Carville, obtuvo 963 votos en New Hampshire, o el 0.3% del total de 300.022 votos demócratas emitidos en un año de participación récord.

## Ciclo electoral 2020
Carville también ha entrado en el negocio de los podcasts y, junto con Al Hunt, presenta el 2020 Politics War Room, que pretende ofrecer "un pase entre bastidores para el juicio político y las elecciones de 2020". Continúa haciendo apariciones frecuentes con Brian Williams en la programación de noticias por cable de MSNBC para comentar sobre los debates, las asambleas electorales y las primarias demócratas de 2020, y la trayectoria de la nominación y las elecciones generales demócratas de 2020 .
En febrero de 2020, Carville sugirió deshacerse de las primarias presidenciales demócratas y los caucus, permitiendo que la presidenta de la Cámara de Representantes, Nancy Pelosi, seleccione a los candidatos presidenciales y vicepresidenciales del Partido Demócrata, y sugirió que Mitt Romney debería "renunciar al Senado para salvar el trasero del Partido Demócrata y dirigir nuestra convención." Carville agregó además que podría emitir un voto por escrito por Nancy Pelosi cuando vote en Luisiana.
En febrero de 2020, en apariciones en los medios y entrevistas, en un contexto de ascenso en las encuestas del candidato presidencial Bernie Sanders, Carville expresó su disgusto por la posibilidad de que Sanders fuera nominado, calificó a Sanders de "comunista" y calificó peyorativamente la base de apoyo de Sanders como un "culto", advirtiendo del "fin de los días" si Sanders ganaba la nominación demócrata. Carville usó sus apariciones en los medios de comunicación en torno a la pelea para criticar el ascenso de posiciones políticas democráticas populistas progresistas, como la condonación de la deuda de préstamos estudiantiles y a "gente que vota desde las celdas". Carville también denunció la prohibición del fracking hidráulico para el gas de esquisto.
En noviembre de 2020, Carville predijo que el resultado de las elecciones presidenciales se conocería a las 10 p. m. el día de las elecciones. Después de que el resultado tardó cuatro días más en aclararse, Politico nombró la predicción de Carville como una de "las predicciones más audaces, confiadas y espectacularmente incorrectas sobre el año".

## Conferencias públicas
En 2004, el New York Times señaló que Carville estaba haciendo más de 100 discursos por año, a varias audiencias, incluidos grupos empresariales, colegios y universidades, y eventos de recaudación de fondos del Partido Demócrata. Charles Lewis, director ejecutivo del Center for Public Integrity, un grupo de investigación de Washington, comentó que "ningún consultor político ha labrado un espacio tan único como el suyo". Fred Wertheimer, presidente de Democracy 21, dijo en ese momento: "Se ha convertido en una mercancía de sí mismo por diseño. Es un conglomerado ambulante". Joe Lockhart, ex secretario de prensa de Bill Clinton, caracterizó a Carville como "una corporación multimedia, y ha sido inteligente al respecto. Es un modelo de futuro. Esto no pudo haber sucedido antes de 1992 cuando los consultores de campaña fueron vistos por una pequeña audiencia. Ahora son celebridades públicas". Se señaló que Carville había estado representado exclusivamente por el Washington Speakers Bureau, con una tarifa de orador de $20,500 en 2004 para llevarlo al podio durante una hora, más gastos de primera clase y comodidades de primer nivel.

## Avales comerciales y anuncios.
Carville contó con una serie de patrocinios comerciales y protagonizó anuncios en medios impresos y televisión de marcas de consumo líderes como Coca Cola, bocadillos Little Debbie, bourbon Maker's Mark, cerveza Heineken, antiácido Alka-Seltzer, tarjetas de crédito American Express , zapatos Nike, el Cotton Council, software Ariba.
En 2000, a través de Chlopak, Leonard, Schechter & Associates (CLS) de Bob Chlopak y Peter Schechter, una empresa de relaciones públicas con sede en Washington D. C., Carville disfrutó de un patrocinio con los medios de Playboy y el ron Captain Morgan que incluyó un viaje a la Mansión Playboy de Hugh Hefner.

## Vida personal
Carville está casado con la consultora política Mary Matalin, quien trabajó para George H. W. Bush en su campaña de reelección presidencial de 1992. Carville y Matalin se casaron en Nueva Orleans en octubre de 1993. Tienen dos hijas: Matalin Mary "Matty" Carville y Emerson Normand "Emma" Carville. En 2008, Carville y Matalin trasladaron a su familia de Virginia a Nueva Orleans.

## Libros
- All's Fair: Love, War and Running for President (1995), con Mary Matalin y Peter Knobler
- We're Right, They're Wrong: A Handbook for Spirited Progressives (1996)
- ...And The Horse He Rode In On: The People vs. Kenneth Starr (1998)
- Stickin: The Case for Loyalty (2000) con Paul Begala
- Buck Up, Buck Up... and Come Back When You Foul Up (2001)
- Had Enough? (2004)
- Take It Back: Our Party, Our Country, Our Future (2006) con Paul Begala
- 40 More Years: How the Democrats Will Rule the Next Generation (2009)
- ¡Es la clase media, estúpido! (2012) con Stan Greenberg
- Amor y guerra: veinte años, tres presidentes, dos hijas y un hogar en Luisiana, (2014) con Mary Matalin
- We're Still Right, They're Still Wrong: The Democrats' Case for 2016, (2016)

Ficción infantil
- Lu y el fantasma del pantano (2004) con la coautora Patricia McKissack y el ilustrador David Catrow

## Apariciones en cine y televisión
- Carville tiene un papel principal en The War Room, un documental sobre la campaña presidencial de Bill Clinton en 1992, junto con George Stephanopoulos .
- Apareció en la película de 1996 The People vs. Larry Flynt como el fiscal del condado de Hamilton, Simon Leis.[173]
- Apareció en tres episodios de la comedia Mad About You interpretándose a sí mismo, como director de una firma de consultoría política que contrata a Jamie Buchman, interpretado por Helen Hunt.
- Tiene un papel de invitado en la comedia Spin City, donde es entrevistado para un trabajo como director de campaña.
- Según reportes, Carville aceptó el papel de Crazy Ray en la película animada cancelada de Walt Disney Animation Studios My Peoples, que luego se retituló A Few Good Ghosts.[174]
- En las películas Old School y Wedding Crashers, Carville hace apariciones especiales como él mismo.
- Apareció como él mismo en Our Brand Is Crisis, un documental sobre las elecciones presidenciales de Bolivia.
- Carville aparece como el gobernador de Misuri, Thomas Crittenden, en la película de 2007 El asesinato de Jesse James por el cobarde Robert Ford.
- Apareció como él mismo en la comedia de NBC 30 Rock, temporada 2 episodio 8 "Secrets and Lies".
- Apareció en forma de dibujos animados en el episodio de Family Guy "Running Mates ".
- Protagonizó la serie de HBO K Street de Steven Soderbergh junto con su esposa.
- Carville es un invitado habitual en The Tony Kornheiser Show, donde elige los juegos de fútbol americano universitario y de la NFL contra los diferenciales de USA Today.
- Prestó su voz al juez Roland McFarlane en el episodio de King of the Hill "Jumpin 'Crack Bass".
- Hizo un cameo en The Muppets.
- Hizo una aparición notable en Good Morning America para condenar la respuesta de Barack Obama al derrame de petróleo donde afirmó que '¡Estamos a punto de morir aquí!'[175]
- A partir de 2012, Carville y Matalin aparecieron en comerciales de "Cocktail Party" para Maker's Mark Kentucky Straight Bourbon.
- Carville aparece como él mismo en la película GI Joe: Retaliation, presentando al presidente en un evento de recaudación de fondos.
- Fue interpretado en Saturday Night Live, principalmente por Bill Hader.[176]
- Él y su esposa interpretan el epílogo de la canción de comedia política de Hayes Carll "Another Like You".[177]
- Él y su esposa aparecieron sobre su participación en las campañas de Clinton y Bush de las elecciones presidenciales de 1992 en la serie documental Race for the White House.

## Otras lecturas
- Clinton, Bill (2004). Mi vida . Clásico.ISBN 1-4000-3003-X.
- Bridges, Tyler y Jeremy Alford (2016). Long Shot: A Soldier, a Senator, a Serious Sin, an Epic Louisiana Election. .ISBN 9780-692-79533-0.